# 伊藤節+伊藤志信
伊藤節＋伊藤志信（Setsu & Shinobu Ito）は、建築、インテリア、スペースからプロダクト、パッケージデザインまで多岐にわたるデザインを総合的に行っているデザイナーである。1997年よりミラノと東京を拠点に活動するデザインユニット。素材特性とデザインをテーマに、大きな空間から手のひらにのるもの、手造りの伝統的工法のものからハイテクノロジーの電子機器まで、幅広く数多くのプロジェクトを手がける。世界各国で作品発表を行い、国際的なデザイン賞を多く受賞し、作品はミュンヘンとミラノの近代美術館にパーマネントコレクションとして永久所蔵されている。東京大学先端科学技術研究センター特任教授（伊藤節）同特任准教授（伊藤志信）、筑波大学教授（伊藤節）、多摩美術大学客員教授（伊藤志信）、ミラノ工科大学デザイン学部特任教授（両名）。

## 来歴
1997年ミラノにデザイン事務所を設立し、世界各国のクライアントに対する幅広いデザイン開発、 デザインコンサルタント業務を行う。伊藤節は筑波大学大学院修了(1989年)後、イタリア前衛デザインの騎手アルキミア / アレッサンドロ・メンディーニ、モダン建築・デザインの大巨匠アンジェロ・ マンジャロッティ事務所を経て独立(1995年)。伊藤志信は多摩美術大学卒業(1988年)後、CBSソニー(現: ソニーミュージックエンターテイメント)、ソニークリエイティブプロダクツを経てドムス・アカデミー修了(1996年)後独立。世界各国で作品発表、展示会を行い、その作品は多数の書籍や雑誌に掲載されている。ゴールデンコンパス賞 / Premio Compasso d'oro（2011年, Italy）、ゴールデンコンパス・メンツィオーネドノーレ賞 / Premio Compasso d'oro Menzione d'Onore（2011年, Italy）、デザインプラス賞 / Design Plus（2016年, Germany）、 レッドドットアワード ベストオブベスト賞 / Red Dot Award Best of the Best（2016年, Germany, Singapore）、ニューヨークナウ ベストプロダクト賞 / NY NOW Best Product（2017年, USA）、グッドデザイン賞 / Good Design （2001年, Japan）、マストロ・ダ・アルテ・デッラ・ピエトラ賞 / Mastro d'arte della pietra（2019年, Italy_1319年から続く石の芸術家マエストロに与えられる伝統的な賞の700周年記念受賞）、等多くの国際デザイン賞を受賞。その作品は、ミュンヘンのディ・ノイエ・ザムルング近代美術館 / Die Neue Sammlung、ミラノトリエンナーレデザイン博物館 / Triennale Milanoに永久所蔵されている。世界各国で講演会を行う。ミラノ工科大学 / Politecnico di Milano デザイン校（2006年 - 2007年, 伊藤節 / 2016年 - 現在, 両名, Italy）、ベネツィア大学 / IUAV デザイン校（2009年, Italy）、ドムス・アカデミー / Domus Academy（2000年 - 現在, Italy）、IED /  インスティテュート・ヨーロペオ・ディ・デザイン ミラノ校（1999年 - 現在, Italy）、ラッフルズ・ミラノ / Raffles Milano マスターデザイン（2017年 - 現在, Italy）で契約教授。東京大学先端科学技術研究センターフェロー（2019年 - 現在, 伊藤節） / 客員研究員（2018年 - 現在, 伊藤志信）（Japan）、筑波大学教授（2020年 - 現在, 伊藤節）、多摩美術大学客員教授（2018年 - 現在, 伊藤志信, Japan）。ADI / イタリア・インダストリアル・デザイン協会 会員（Italy）、JAFCA / 日本流行色協会（Japan）、APDF（China）のボードメンバー。IFデザイン賞 /  IF Design Award（Germany）、IAIデザイン賞 / IAI Design Award（China）他、国際デザイン賞の審査員を務める。モノグラフ出版本“Setsu & Shinobu Ito_East & West Designer"(Logos 出版社,2008年, Italy) が出版される。

## 主な作品

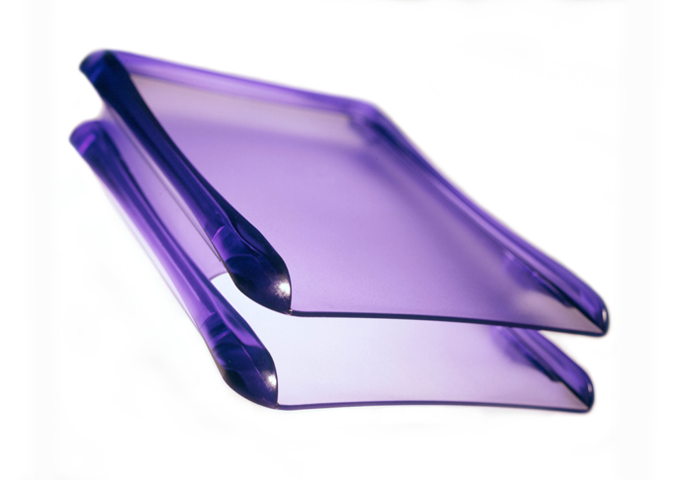
HOW

HOW ステーショナリーシリーズ (Nava_Italy）2000 - 2006

IT時代のホームオフィス化に合わせた軽快なイメージと重厚感をもつ機能的なデスクトップ・ステーショナリーのシリーズ。イタリアの老舗デザイン・ステーショナリーブランド、Navaからの製造、発売。イタリアならではの手仕上げ金型と特殊成型技術による高肉厚、変肉厚の成型品。 プラスチック成形品でも高級感を出すことで恒久的に愛用できるエコロジーな製品価値を与えることに挑戦。作品の一部はミラノのトリエンナーレデザイン博物館に永久所蔵されている。
Good Design 賞（2001年, Japan）受賞

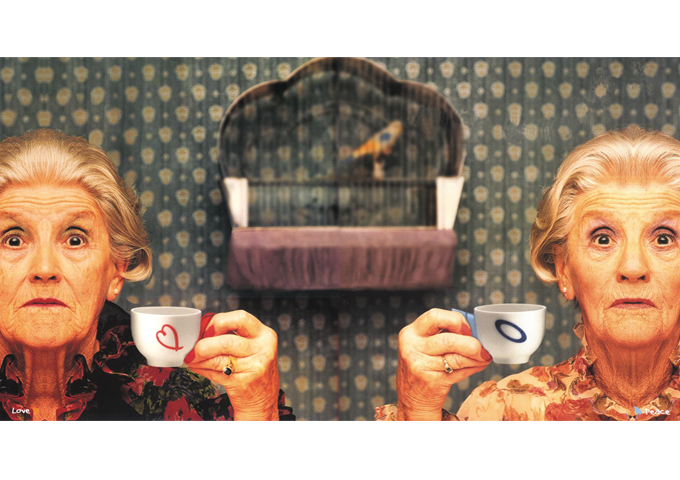
LOVEコレクション

LOVE コレクション エスプレッソコーヒーカップ, テーブルウェアシリーズ (Fratelli Guzzini_Italy）2001 - 

コーヒータイムを楽しく演出するカップとテーブルウェアのシリーズ。陶器とプラスチックという異素材の組み合わせが新しさを表現。2001年米国同時多発テロ後の世界に向けたLOVE&PEACEを題材に発表。現在までロングセラーコレクションとして世界中で販売されている。

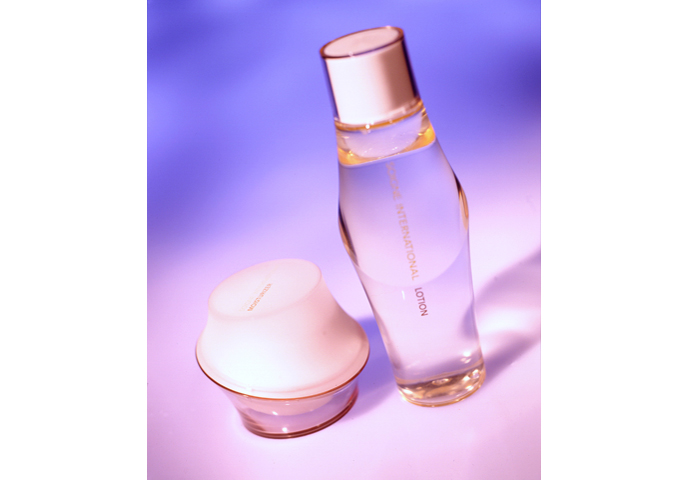
SOIGNE INTERNATIONAL

SOIGNE INTERNATIONAL 化粧品パッケージデザイン (Sony CP Laboratories - 現: B&C Laboratories_Japan）2002

シンプルな形状のパッケージでありながら、土星の環のように斜めに取り巻く形状の流れが時間と空間にリズムを与えてくれる。使う人のその都度のちょっとした置き方の違いで様々な表情を生み出し、生活に小さなリズムを刻んでくれる。毎日の化粧時間にセレモニー感を演出してくれるパッケージデザイン。

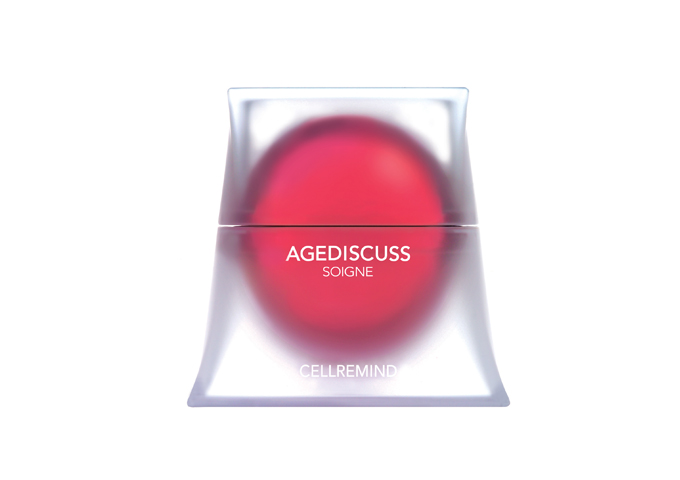
AGEDISCUSS

AGEDISCUSS 化粧品パッケージデザイン (Sony CP Laboratories - 現: B&C Laboratories_Japan）2003

張りと柔らかさという2つの要素を併せもった形状の中に、重力とエネルギーを表す赤く光る球が浮かび上がる。アンチエイジング化粧品のもつテーマを表象するパッケージデザイン。

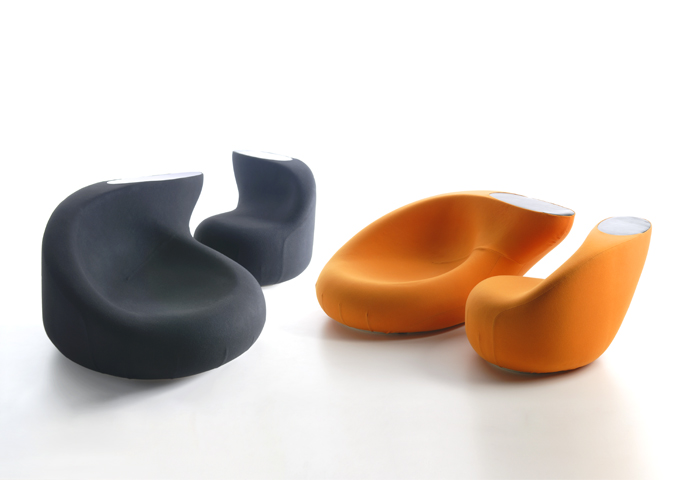
AU

AU 組み合わせ式アンフォーマルソファー (Edra_Italy）2003

名前の由来は「出会う」「融合する」の“あう”。2つの有機的な形が合わさり1つになるソファー。一緒に座る人同士の関係性、その時々の人同士の感情、場のもつ空気を反映してソファーが直に形や表情を変えていく、人の感情や場の持つ空気にインタラクティブなオブジェ。その形は、螺旋状に上昇していく力を表し、シンプルでありながら同時にエルゴノミックでオーガニック。躍動感のある動きをもちながらも同時に整然とした線で構成される“動きの中にある静謐さ”を表現。ユニークな2つのエレメントは、幾通りもの組み合わせができ、生活にリズムを与える。

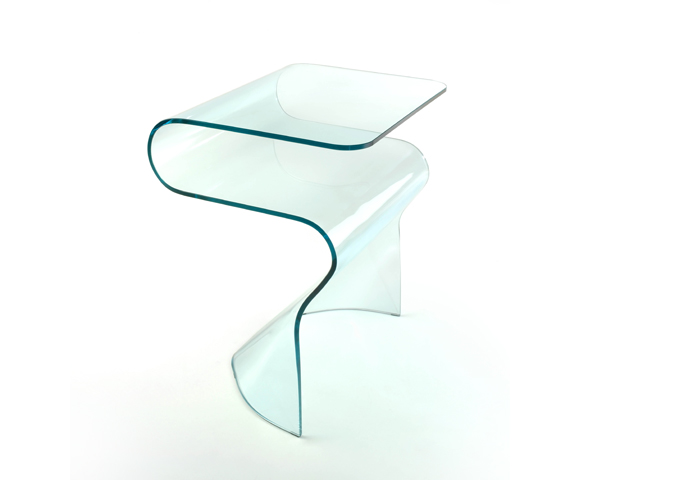
TOKI TABLE

TOKI TABLE サイドテーブル (Fiam Italia_Italy）2003

ガラスの二次元曲げ加工による家具で世界的に知られるFiamからの発表したロングセラーのサイドテーブル。一枚のガラス板の方向性の異なる曲げ加工で構成する形状の美しさを狙い、一見三次曲面に見える形状を、異なる二次曲面の構成で作り上げている。ベットやソファーと組み合わせて透明感のあるサイドテーブル、コーヒーテーブルとして機能する。

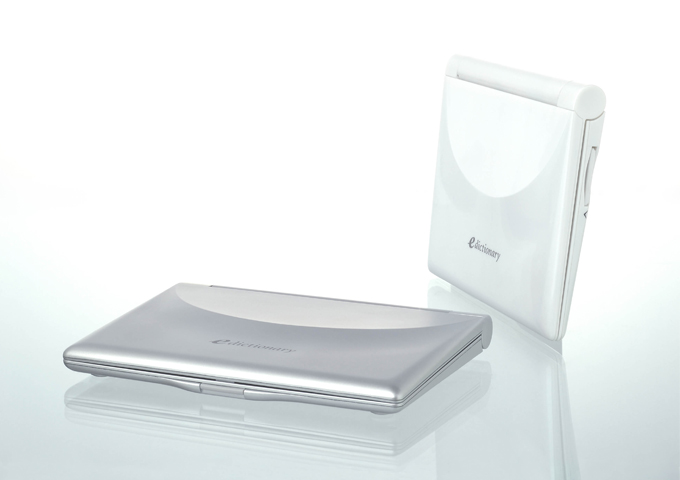
E-Dictionaryシリーズ

E-Dictionary シリーズ （PW-9910, PW-A8300, PW-C8000）電子辞書シリーズ (シャープ_Japan）2004 - 2008

いつでもどこでも持ち歩く感触、世界の知識を掌握する握りの感触を表現した電子辞書シリーズ。頭脳の膨らみ、インテリジェンス、情報のはみ出しのメタファーを形で表現し、面のつながりで薄さを表現している。

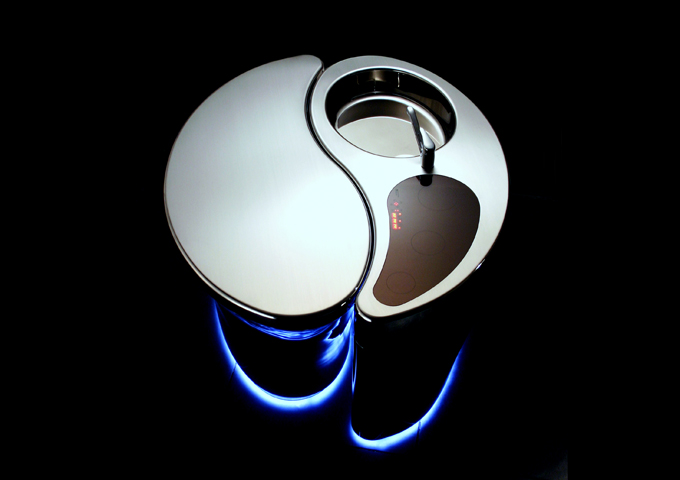
ISOLA_S

ISOLA_S 可動式アイランドキッチンユニット (トーヨーキッチン＆リビング_Japan）2004

調理用のIsola Cookとドリンク用のIsola Barの2対のエレメントで構成されたオールステンレス製のアイランドキッチンシステム。リビングの中央に置かれ、その時々の集まるパーティの人数、関係性や目的、空間に合わせて2対の距離や方向を自由に変化させることができる。古来人が火を囲み団欒したように、人同士のコミュニケーションを促し、場を演出し、常にその空間のエネルギーの中心となるオブジェである。

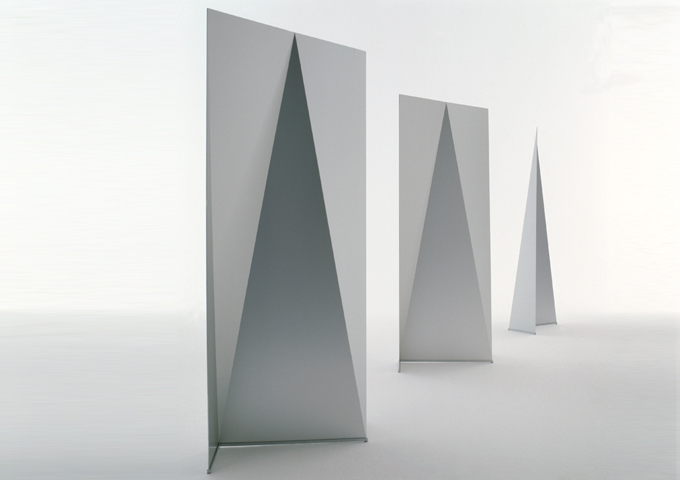
SHIKI

SHIKI インテリアスクリーン (De Padova_Italy）2004 

デパドヴァのためにデザインしたパーティションSHIKI。日本美術に於ける装飾の伝統「屏風」を想起される方もいらっしゃるでしょう。デパドヴァのブランドイメージに適う知的で優美な趣と、昼間の陽の光や夜の照明の明かりによって生じる陰影の美しい効果を享受するために、素材にアルミニウムパネルを採用しました。複数台並べてもシャープに佇む幾何学的なデザイン。素材が放つ美しい光沢。住宅やオフィスなどで生活空間に重宝するパーティションという役目を超えて、彫刻作品を置いたときのような空間的広がりを提供します。
イギリスのライフスタイル誌 Wallpaper誌が選ぶミラノサローネ2004ベストプロダクト選出 (2004年7月号, UK)

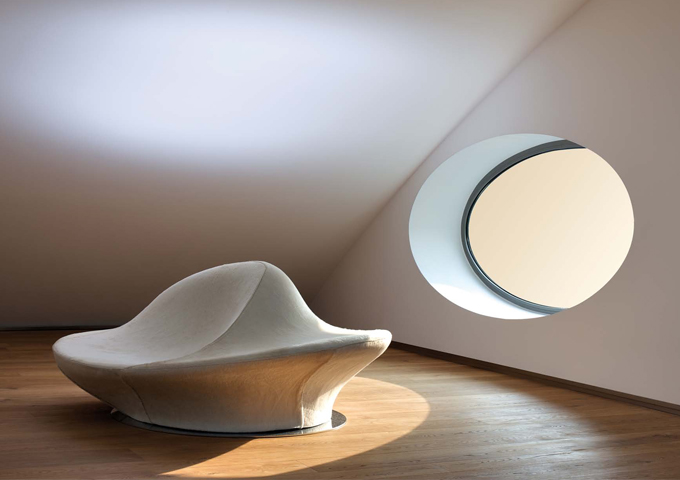
FULLER

FULLER 全周型ソファー (Sawaya & Moroni_Italy）2006

空間の核を形成する全面からアプローチできるランドスケープ的センタースカルプチャーソファ。
自然界の「オーロラの光の帯」のイメー ジを持ち、その軌道が仏バレリーナ、フルラーのドレスの軌道に似ているところから命名。自然な曲線の優雅さをランドスケープ的に表現。座る場所によって奥行き、高さが異なり、色々な座り方を楽しむことができる。
モノグラフ書籍 ”Setsu & Shinobu Ito_East West Designer” 表紙に選出 (2008年11月, Italy)

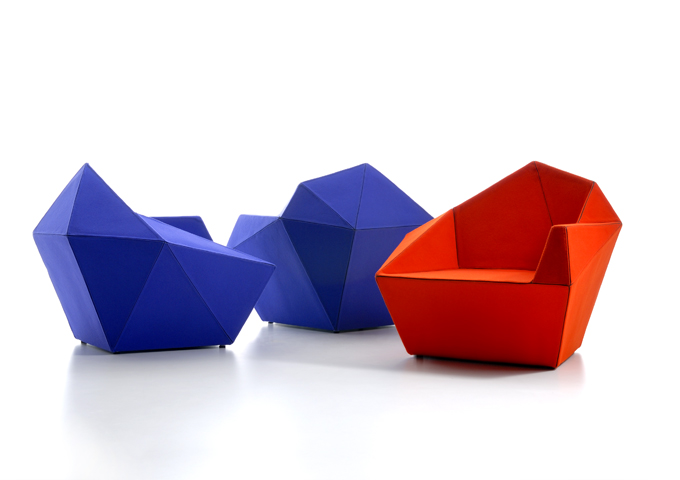
ICY

ICY シングルソファー (Sawaya & Moroni_Italy）2006

自然造形の”氷山”をモチーフとしたアンシンメトリックで異なる面の構成体によるシングルソファー。
見る角度によって変化があり、予測のつかない形状の変化で見る人、使う人を飽きさせない。幾何的な形態構成でありながら、空間に置くと自然の一部のようでもある。
遠目にはオブジェなのか家具なのか椅子なのか、椅子だとしてもどこが座面で背もたれなのかわからない彫刻的な存在でありながら、座ると柔らかくて心地よい、という意外性、相対性をもつ家具である。
Wallpaper誌 表紙に選出 (2006年11月号, UK) 

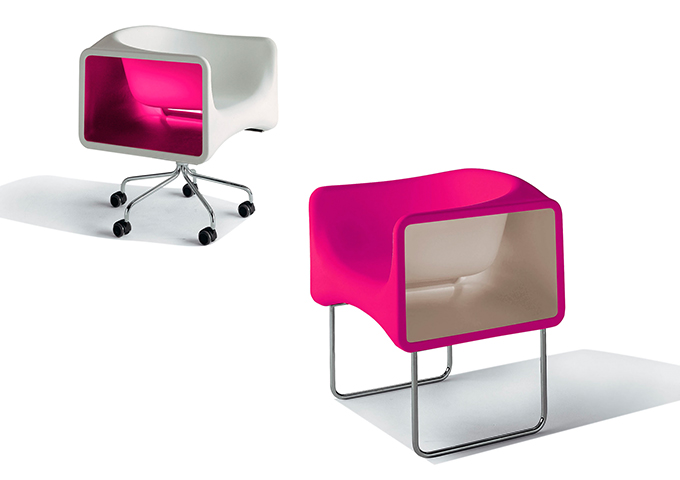
YU

YU アームチェアー (Felicerossi_Italy）2006

世界初のローテンションモールディング２色同時成型のプラスチックアームチェア。外形はコンパクトでありながら広く優雅に座れる。メタルチューブ脚タイプと回転チェアの２タイプがある。

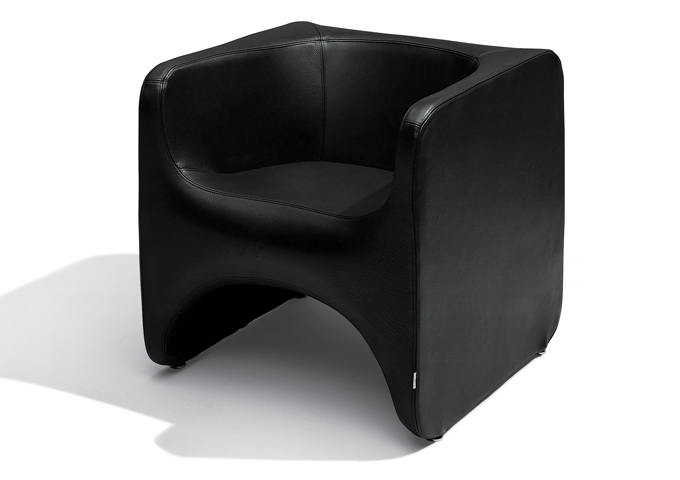

NU シングルソファー (Felicerossi_Italy）2006

空間に対するソリッドなインターフェースと、人に対する柔らかいインターフェースの２面性が一体となったシングルソファ。キューブ形状でコンパクトな外形は空間への収まりのよさを、柔らかく広がる内形状は人を包み込む優しさを表現している。素材はファブリック、皮革の２バリエーション。

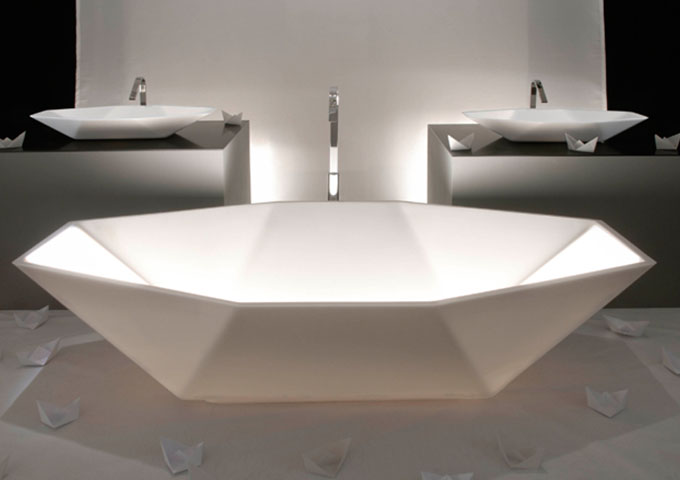
HAKOBUNE

HAKOBUNE コーリアン製バスタブとシンク (DuPont_USA）2006

DuPontが日本で半透明のコーリアン素材を開発した際に、その素材特性を表象するためのバスタブとシンクをデザイン開発した。薄くて軽い折り紙のような形状のバスタブは、中に入る人のシルエットが外から透けて見える。

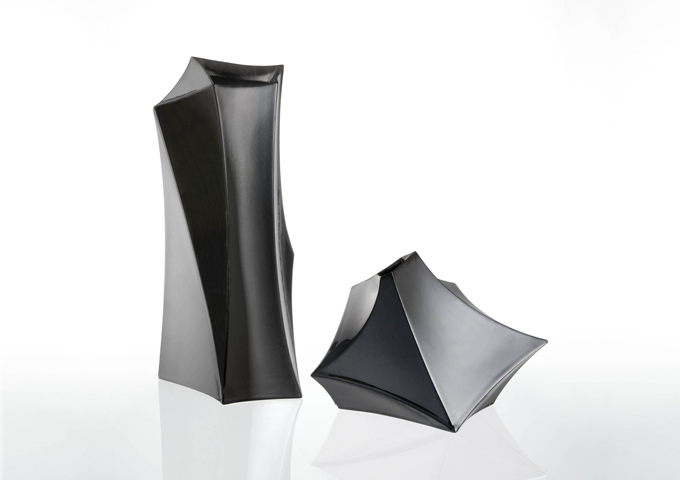
STARDUST

STARDUST 花瓶  (I+I_Italy）2007

自然石、星や惑星の隕石の小片のようなイメージをデザインしたセラミック製花器 Stardust。自然に割れたような表面の形は、不規則的でありどこか自然で、見る角度によって様々な異なる表情を持っている。花器としてだけでなく、美しいオブジェとしても、生活空間に溶け込みアクセントとリズムを与えてくれる

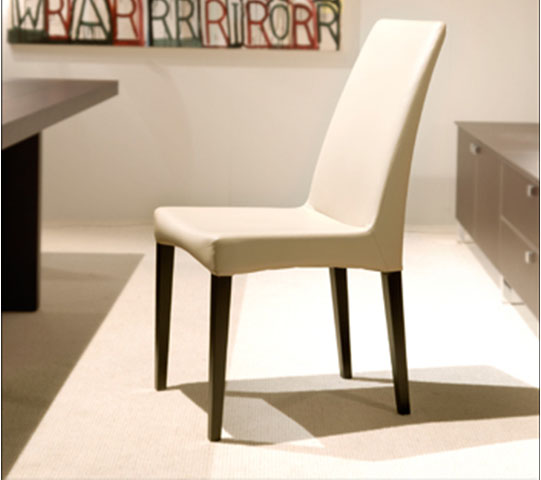
BINA

BINA チェアー (Poltrona Frau_Italy）2007

レザー家具の世界的なブランド、Poltrona Frau社から発表された木工レザー仕上げのダイニングチェア。ユリの花びらの上から水滴が静かに柔らかく流れるようなラインを持つデザイン。名前の由来「美奈」は神事の果樹のもつ神聖さと華やかさを表している。

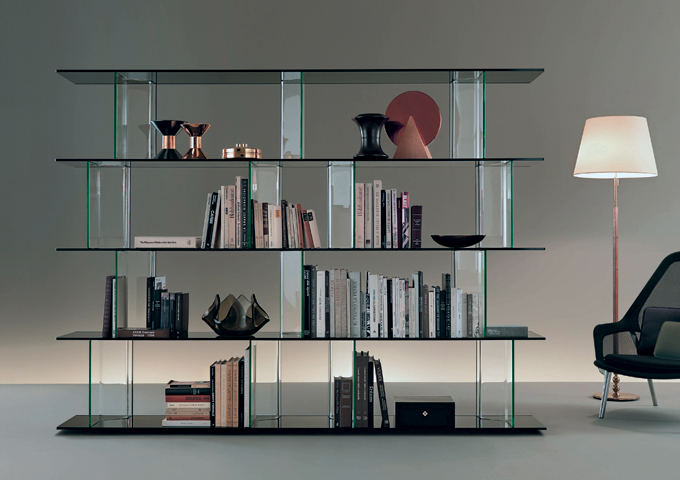
INORI

INORI ブックシェルフ (Fiam Italia_Italy）2009

「祈り」の時に合わせた両手のように、緩やかに曲げたガラスの仕切り支柱によって構成されるガラスモジュール式本棚。ガラスの仕切り支柱は位置や角度を自由に変えられる。一見ガラスだけの構造で成立しているような緊張感がある。様々なモジュールを組み合わせることでショーケース、ディスプレイケース、TV台としても利用できる。

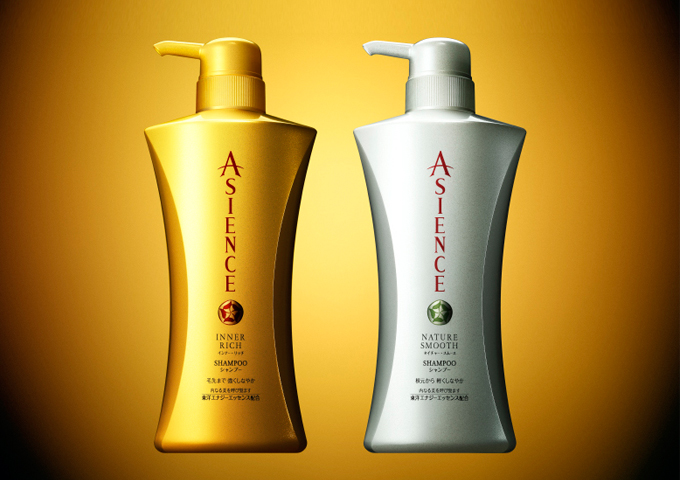
ASIENCE

ASIENCE シャンプー, トリートメントのパッケージデザイン (花王_Japan）2009

縦に流れるラインで美しさを表現しながらエネルギーが上昇していくイメージからアジアンビューティーを感じさせるパッケージデザイン。アジアブランドとしてのアイデンティティを強調したデザインである。

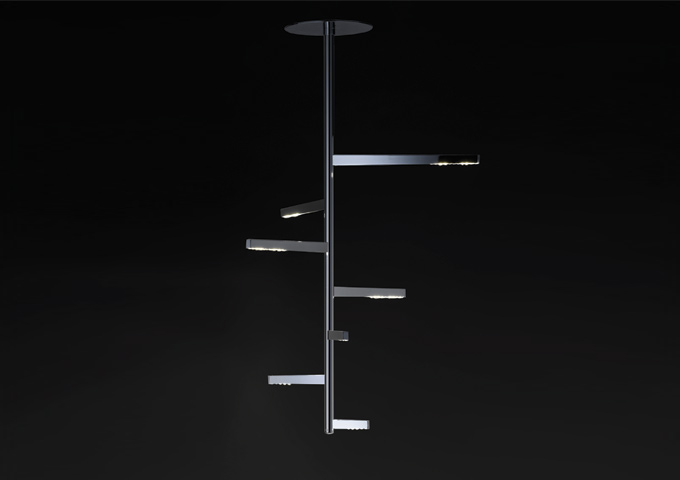
KIGOKORO

KIGOKORO 照明器具シリーズ (ヤマギワ_Japan）2009

自然の木のように枝分かれしたアームで構成されながら、シンプルでミニマルな形のライト。 LEDとスワロフスキーのクリスタルガラスによるディフューザーは新しい光の効果を生み出す。

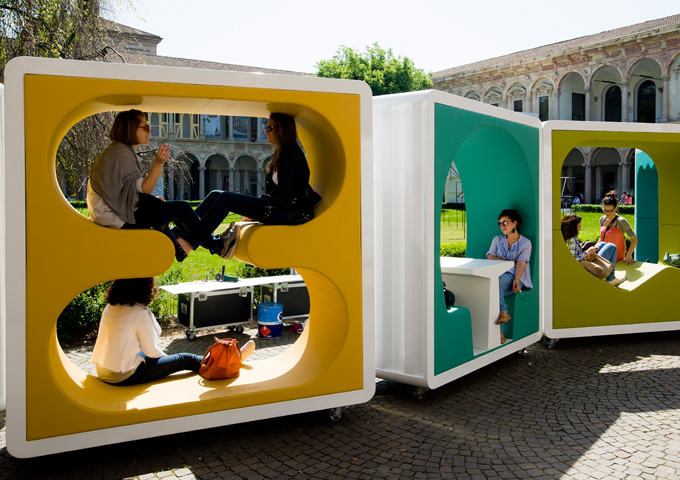
LIB(E)RO

LIB(E)RO ベンチ (ARTcontainer_Italy）2011

環境問題となっている短いライフタイムで破棄される輸送用コンテナを可動式外用ショーケース、ミーティング家具として再利用開発するプロジェクト。輪切り形状のコンテナの内部をいろいろなバリエーションのソファ、テーブルにして、ソーラーパネル、ブルートゥーススピーカーを内蔵する自立可動式の家具モジュールにした。前世のコンテナーが世界中のいろいろな物語を運んできたように、生まれ変わって本のように開けて畳めるストリート家具である。

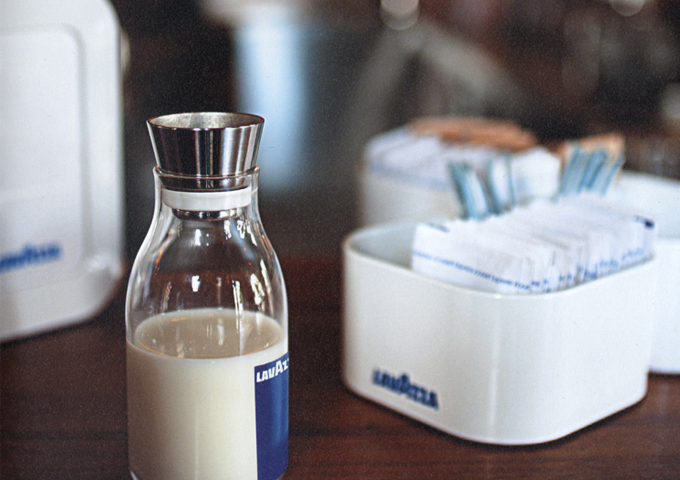
HORECAコレクション

HORECA コレクション コーヒーアイテムシリーズ  (Lavazza_Italy）2011

エスプレッソコーヒーの世界ブランド、Lavazzaのコーヒーショップで使われるアクセサリーシリーズのデザイン開発。円と四角の幾何学的オーバーレイは、日本語で「柔／やわ」と呼び、合理性、情熱、そしてそれらの共存を象徴する。

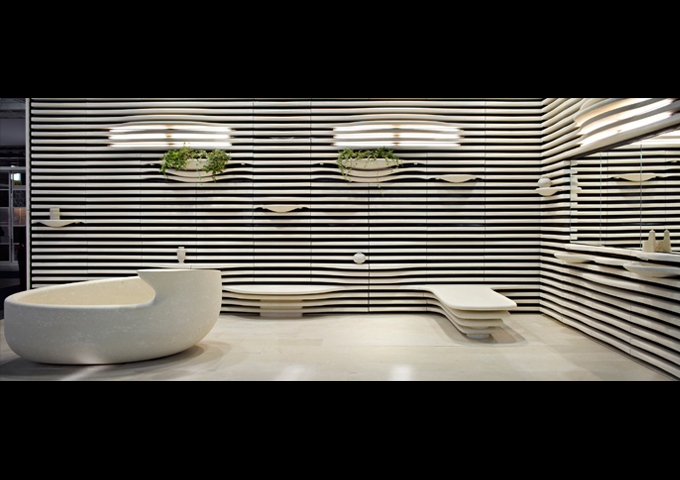
STRATUM

STRATUM 石のスパ空間モジュールコンセプト (Grassi Pietre_Italy）2011 / Marmomacフェア, Verona, Italy

後期ルネッサンスに建築家アンドレア・パッラーディオが愛用したことで知られるヴィチェンツァのライムストーン（石灰岩）のモジュールで構成されるスパ空間。この石のもつ温かみを生かし、機能性と装飾性を兼備させた手で触り続けて行きたくなるような水平モジュールをデザイン。水栓、シンク、照明、スパベッドからバスタブまで、スパ空間に必要なエレメントをつながりで表現できる。

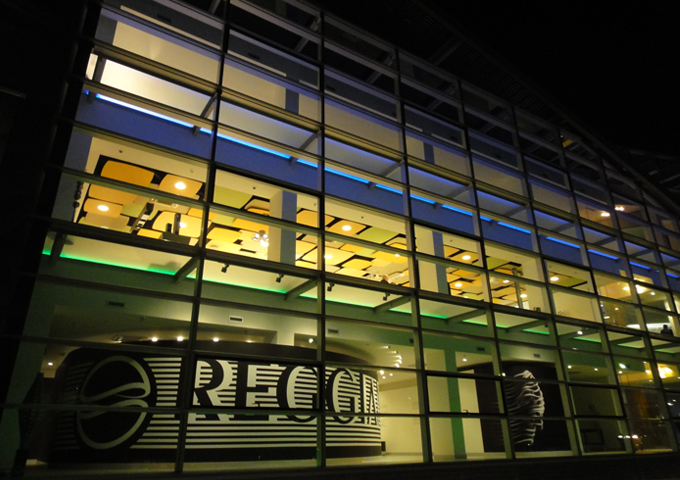
REGGIANI Lighting Forumビル

REGGIANI Lighting Forumビル 本社ショールーム、ミュージアムの改装 (Reggiani_Italy）2011 / Monza, Italy
イタリア屈指の設備照明器具のブランド、REGGIANIの本社ビル、本社ショールーム、ミュージアムの改装プロジェクト。ガラス張りの建物の中の如何に照明効果を機能的に見せるかをテーマに、フォーラム、パフォーマンススペース、各階の機能別のショールーム、そして新たに設置した照明ミュージアムを作り上げた。

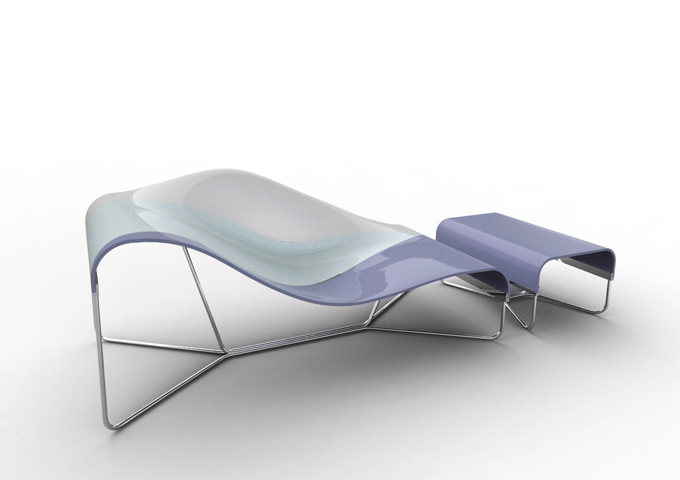
RUNON CHAISE LOUNGE

RUNON CHAISE LOUNGE シェーズロング (DuPont_USA）2012

DuPontが発表した新色の３色のコーリアンを用いて同時成型したシェーズロング。３色を合わせた薄い一枚板からの三次元形状成型の限界に挑戦した作品。ホワイトコーリアン一色のバージョンもある。

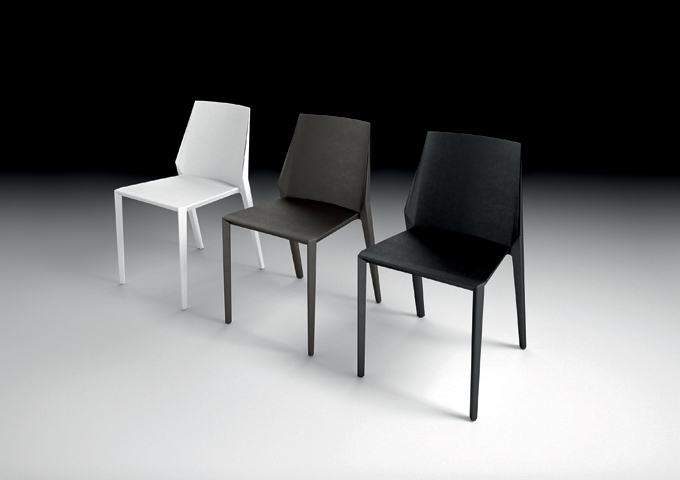
KAMY

KAMY チェアー (Fiam Italia_Italy）2012

「Kamy」という名前には、折り紙のような軽さとエコロジーの意味を込めています。日本語の「Kamy」という発音は神秘的な響きを持っており「神」、「紙」と訳される。日本は古くから神の国であり、大切なものを折り紙で飾り、それを神として尊んでいた。折り紙のように軽くて環境に優しいイメージがある、一方で高尚で高級感のある革製の椅子Kamy。その軽さは形だけでなく、スタッキングチェアであることや、通常のレザーチェアにはない全着脱式のため、仕上げを自由に選ぶことができる。革だけでなく、エコレザーをはじめとした様々なマテリアルで使用可能。エコとラグジュアリーを一つサスティナブルラグジュアリーなチェア。

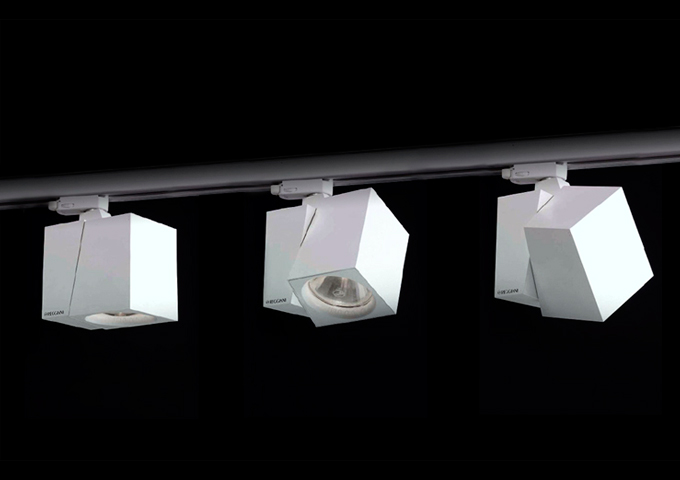
HAKO

HAKO 展示用スポットライト設備照明器具 (Reggiani_Italy）2012

Reggianiの新技術のLEDを組み込み、特殊フィルターを使って様々な光の演出ができる設備照明器具。立方体キューブ形状がスポットの角度によって様々な形状に変化していく、空間にリズムを与えるデザイン。 

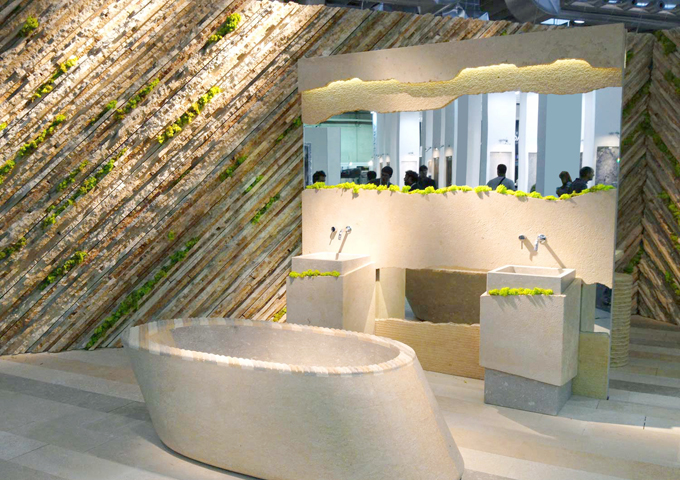
STONE PROFILE

STONE PROFILE エコロジーな石のバスルームモジュールコンセプト(Grassi Pietre_Italy）2012 / Marmomacフェア, Verona, Italy

ヴィチェンツァのライムストーン（石灰岩）の廃材を再利用したモジュールで構成する、エコロジーな石のバスルームモジュールコンセプト。石の廃材と自然苔を構成して自然に近い暖かいインテリアを構成した。  

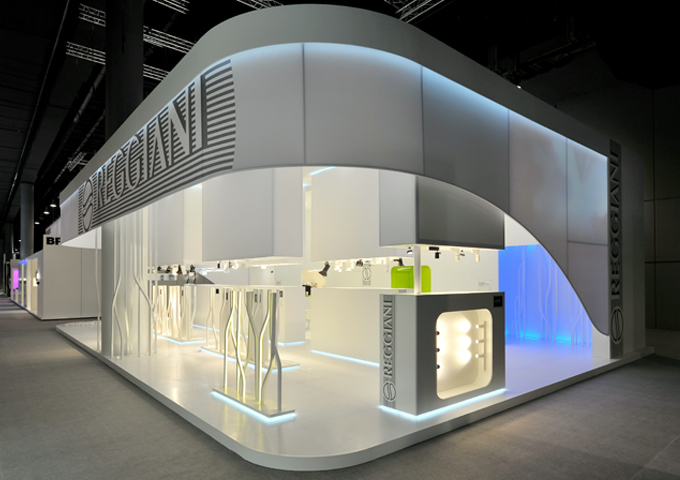
REGGIANI社 Light+Building エキシビションブース

REGGIANI社 Light+Building エキシビションブース (Reggiani_Italy）2012 / Light + Buildingフェア, Frankfurt, Germany

Reggianiの新たなブランディング構築としてこの年からの欧州展示会のブースモジュールを構築。「テクノロジーフォレスト」と称したライティングテクノロジジーで再現する自然光のモニュメントをはじめ、会社のアイデンティティを表象する空間エレメントをデザインした。

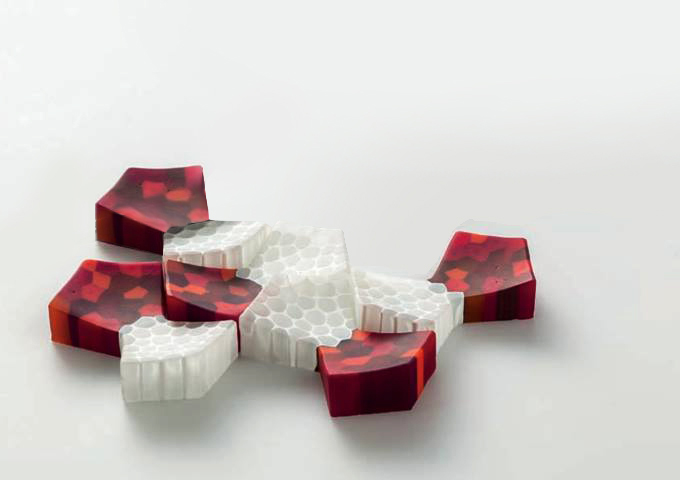
FIO

FIO ヴェネチアングラスの箸置き (Ercole Moretti_Italy）2013

ヴェネチアングラスの製法の中でも色ガラス棒を細かく切ったムリーネを型の中にはめ込む成型法で製作したカトラリー、箸置きのデザイン。赤と白の部分からなる。パズルのように複数個組み合わせると三次元的な綺麗な模様が構成できる。

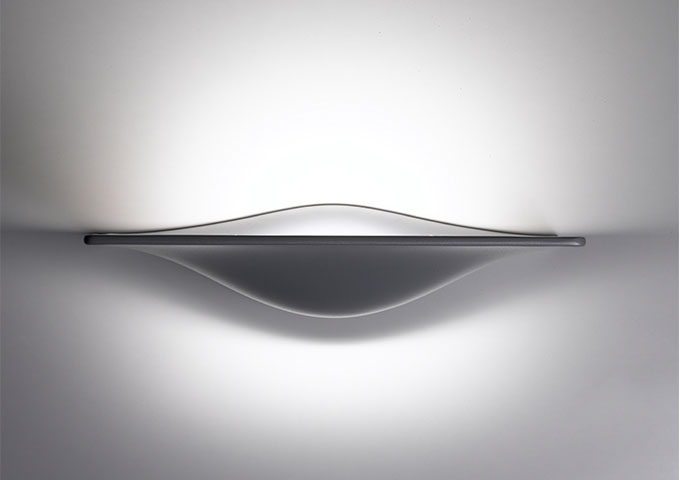
HINODE

HINODE 照明器具 (Lumen Center Italia_Italy）2013

アルミダイキャスト製のLEDウォールライトのデザイン。上方と下方にスリットを通して光が出る。インテリア空間の中の日の出のようなシルエットである。

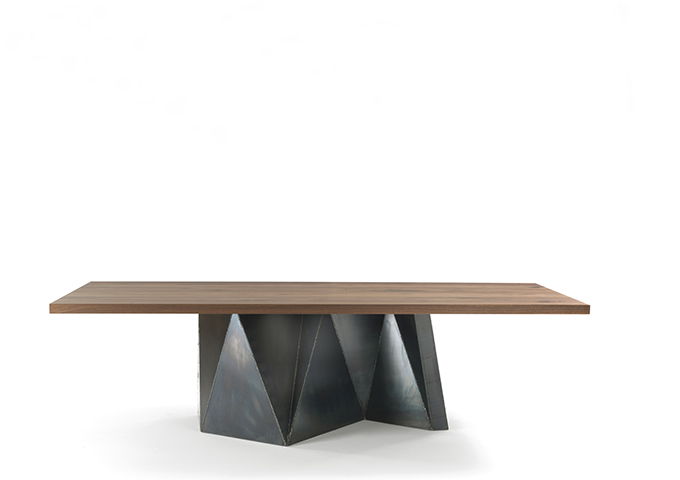
OOKI TABLE

OOKI TABLE テーブル (Riva 1920_Italy）2014

鉄板の溶接で構成した脚と木の天板のテーブルのデザイン。大木をイメージした彫刻的な多面構成が特徴。およそ5万年間地中に埋まっていた化石化した木カウリを天板にしたバージョンもある。

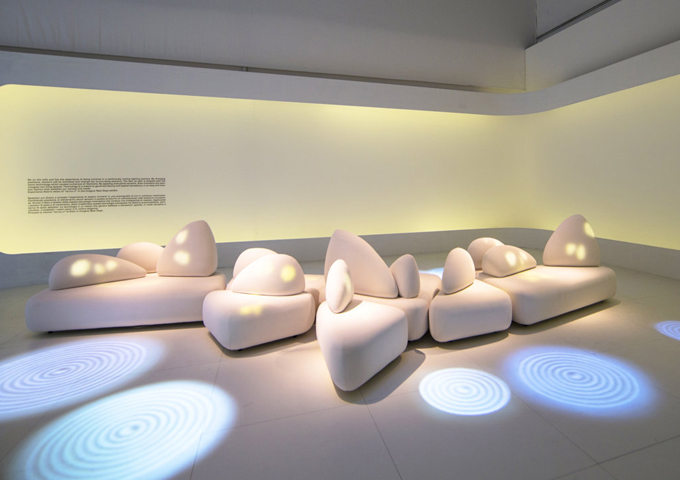
NE.MU.RI

NE.MU.RI インテリジェントベッド, ソファー (アイシン精機_Japan）2014 / Milano Design Week, Italy

自然の石のような不規則で丸みを帯びたヘッドを持つこのベッドは、人類が誕生して以来、生きるために欠かせない「眠る」という行為に対し、眠りと目覚め、感情と意識をつなぐようにデザインしたものである。それを象徴するように、庭と家の中を行き来する、内でもなければ外でもない日本家屋空間独特の曖昧さの構造である。日本特有の「縁側」のようなスペースをベッドのベースの片側にデザインしている。ベッドには、重さや動きを感知するセンサーが内蔵されており、ヘッド部分に設置されたスクリーンがインタラクティブに反応する他、サウンドやマッサージ、照明、遠隔とのコンタクトなどの機能を持たせることが可能である。

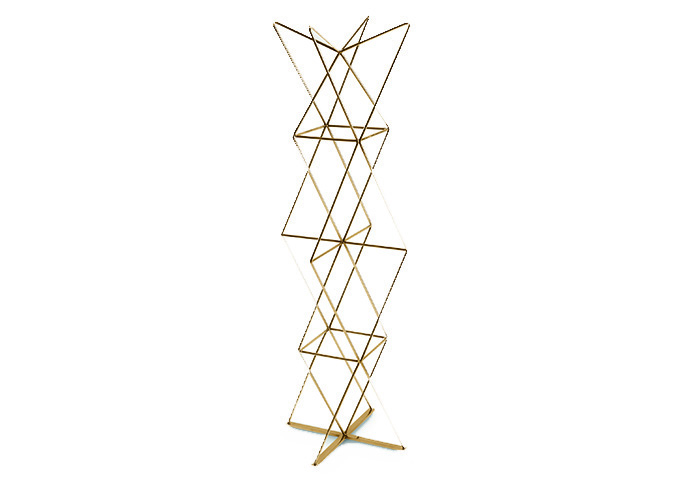
DABLIU COAT HUNGER

DABLIU COAT HUNGER コートハンガー (Desiree_Italy）2014

メタル線材の幾何学的構成により、見る角度によって様々な形を織り成す彫刻的なコートハンガーのデザイン。

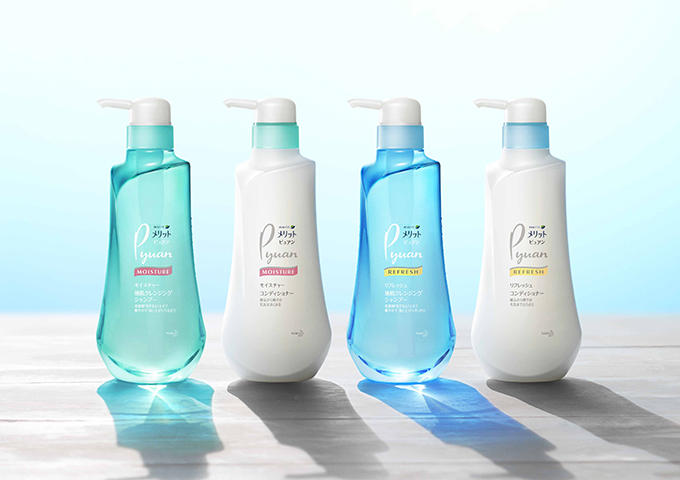
MERIT PYUAN

MERIT PYUAN シャンプー, トリートメントシリーズのパッケージデザイン (花王_Japan）2015

メリットシャンプーのもつ下に広がる伝統的な形状を踏襲しつつ、そこに新たな浮き上がる躍動感と静かに流れ落ちるアンシンメトリーな静寂感を表現している。商品のもつ歴史的な価値と新たな価値を共生させたデザイン作品。

JPC日本パッケージデザイン賞 化粧雑貨部門賞 受賞(2016年, Japan）

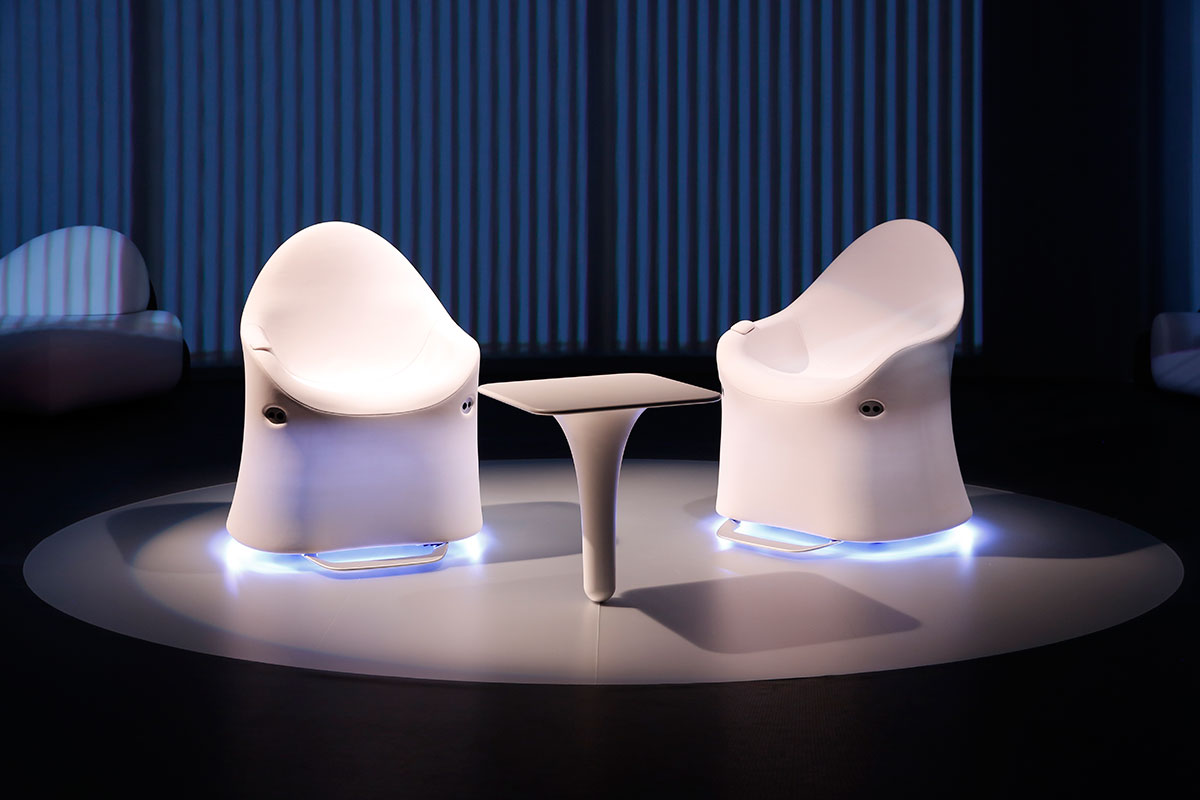
ILY-I

ILY-I モビリティアームチェア (アイシン精機_Japan）2015

バッテリーで駆動し、コントローラーで進路を指示し、超音波センサーの自動ブレーキシステム、光によるリアクション機能を持つアームチェア型のパーソナルモビリティ向きを変えたり、回転したりといったコンパクトな動きが可能で、全ての世代で屋内外をスマートに移動できるインテリジェントなアームチェア有機的かつ人間工学的に基づいたデザインは、人を包み込むような柔らかい曲線と床から浮き上がったような軽い印象をあたえる。
Reddot Award Best of the Best賞（2016年, Germany, Singapore）
Springer Nature Switzerland AG 掲載（2020年, Switzerland）

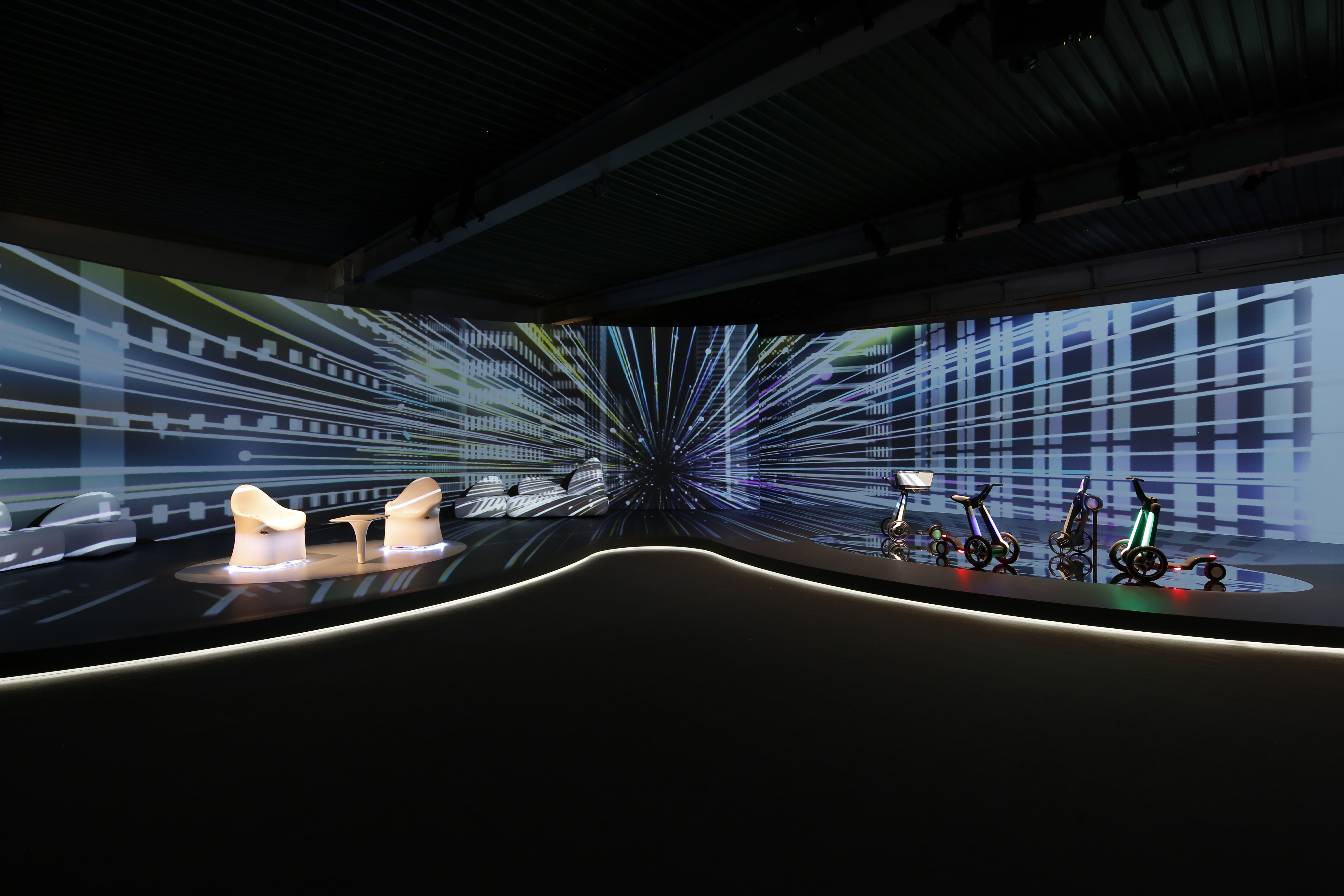
IMAGINE NEW DAYS

IMAGINE NEW DAYS インスタレーション (アイシン精機_Japan）2015 / Milano Design Week, Italy

ミラノサローネで発表する屋内用と屋外用のスマートパーソナルモビリティのコンセプトを実働プロトタイプを動かしながら見せる展示空間のデザイン。

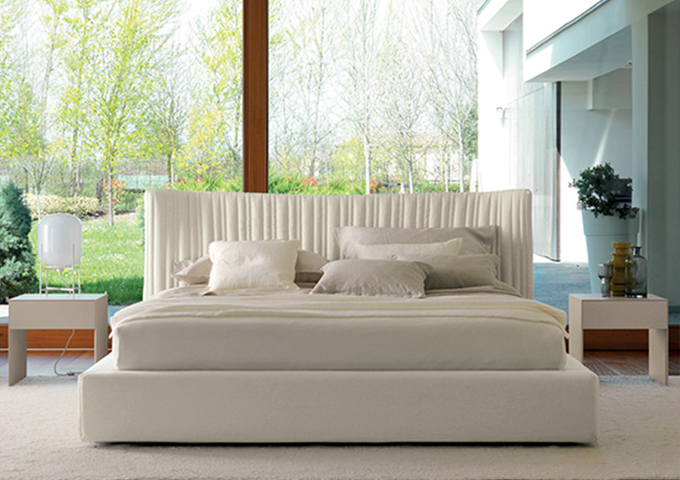
SHELLON

SHELLON ベッドシリーズ (Desiree_Italy）2015

イタリアの家具職人ならではの、トラプンタトゥーラという特殊キルティング技術を応用した縦のプリーツで構成したバックレストが特徴的なベッドのデザイン。

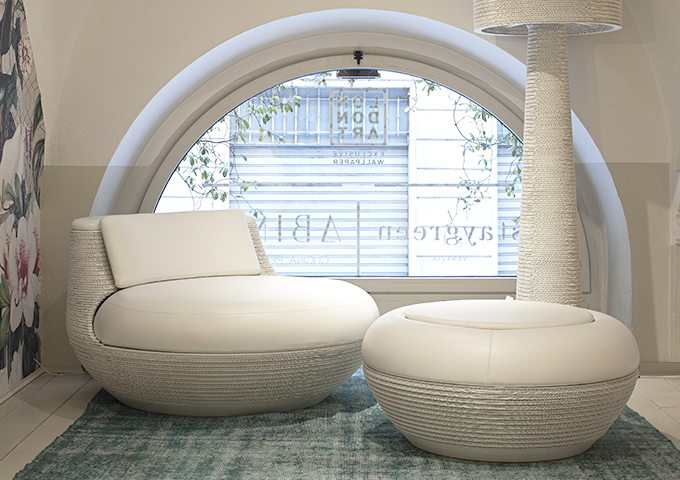
BOTTO

BOTTO ソファー (Staygreen_Italy）2016

カードボードとエコレザーで作られたエコロジカルでありながらソフトでリッチなソファ、オットマン BOTTO。背もたれ内部には上部からアクセスするコンテナがある。

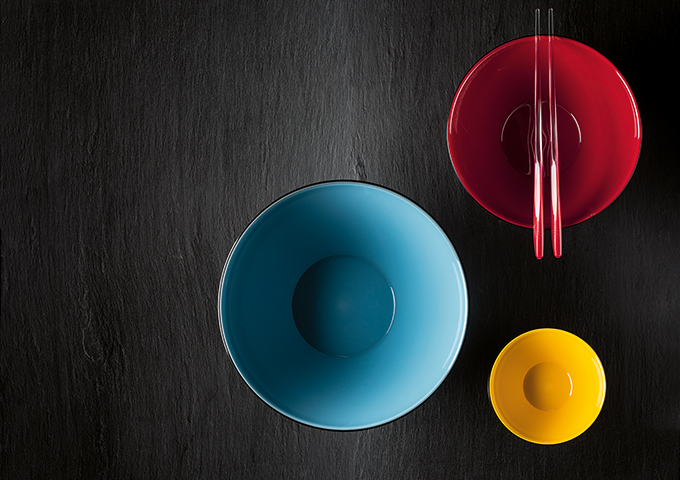
MY FUSIONコレクション

MY FUSION コレクション ボウル、その他ロングセラーのテーブルウェアシリーズ (Fratelli Guzzini_Italy）2016

戦後の家庭用プラスチック製品開発を牽引したGuzziniの3TECH技術よる世界初のプラスティック３色同時成型の器とテーブルウェアシリーズ。日本の伝統漆器のような色使いを使い易いプラスチック器で表現。

DESIGN PLUS - Winner 受賞（2016年, Germany）

NY NOW Award - Best New Product Winner 受賞（2016年, USA）

Good Design Awards 受賞（2018年, USA）

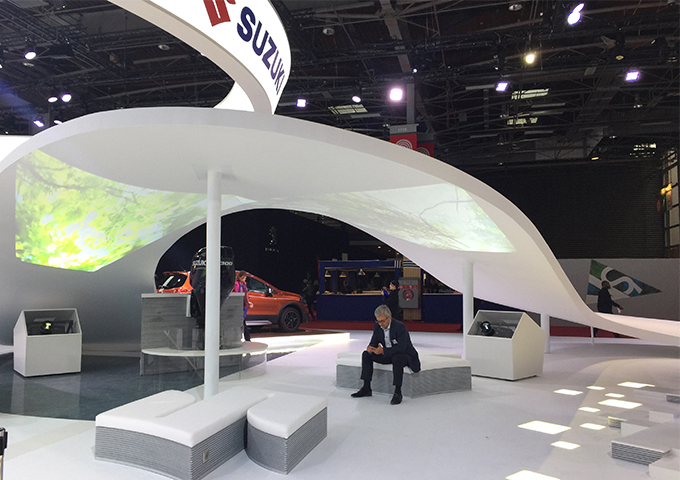
SUZUKI Motorshow Design and Supervision Brand Concept Booth

SUZUKI Motorshow Design and Supervision Brand Concept Booth モータショー・ブランドコンセプトブース (スズキ_Japan）2016 / パリモーターショー, France

都市型、郊外型の四輪、二輪、船外機が共存するスズキならではのブランドコンセプト、世界観を表現する特別展示のスペースデザイン。

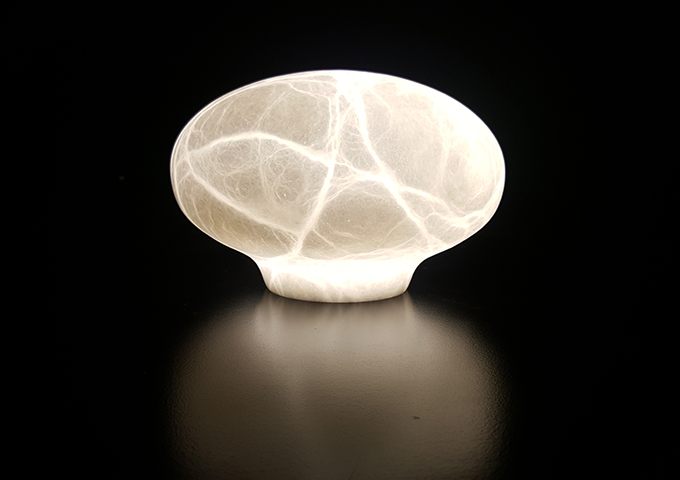
FUWAS

FUWAS アラバスター製 照明器具 (Hands on Design_Italy）2017

アラバスターを削り出した柔らかい形状のシェードを持つLEDの照明器具。ライトに透かされた自然石の模様が和紙の照明のような表情をもつ。大小２サイズあり、充電式ワイヤレスタイプもある。

インテリア ライフスタイル展 2018 イタリアンパビリオン出展 イタリア大使館 貿易促進部による選出

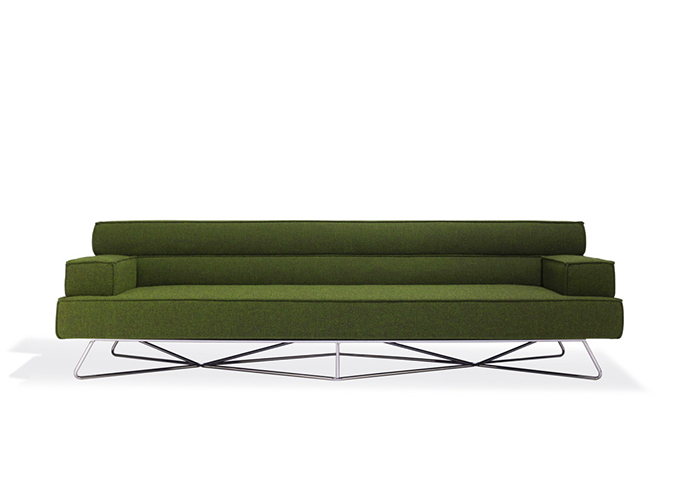
VOW

VOW ソファー、シングルソファー (Sawaya & Moroni_Italy）2017

自然の大地が折り重なったような大らかな水平の座面を、彫刻的なライン構成の金属の脚で浮き上がらせるように支えたソファー。シンプルでありながら陰影のような彫刻的な脚が空間に存在感を際立たせる。  

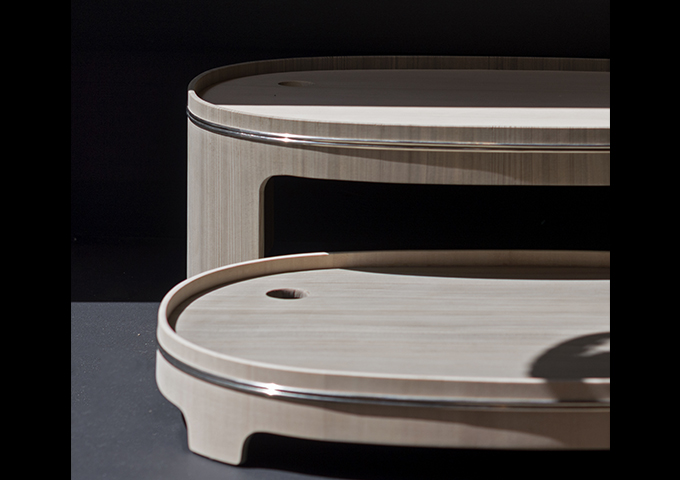
PO

PO 木桶の技術を使ったサイドテーブル (Hands on Design, 中川木工芸_Italy, Japan）2017

伝統的な木桶の職人技術を応用したモダン家具。ベッドの上や、ソファ、プフの上に置いてティータイムやネットサーフィンを楽しむシーンを想定した、伝統工芸と現代生活を融和したアイテムである。

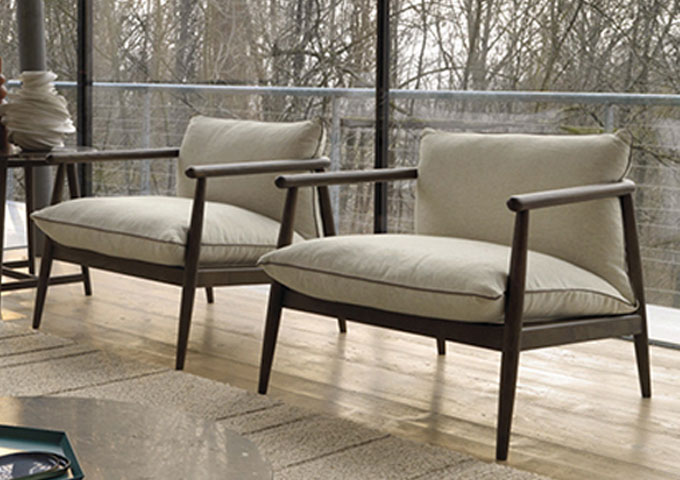
KARIN

KARIN アームチェア (Desiree_Italy）2018

木工ストラクチャーと背もたれ座面一体型のクッションで構成されたシンプルなアームチェアのデザイン。背面のテキスタイル線材の編みが特徴。

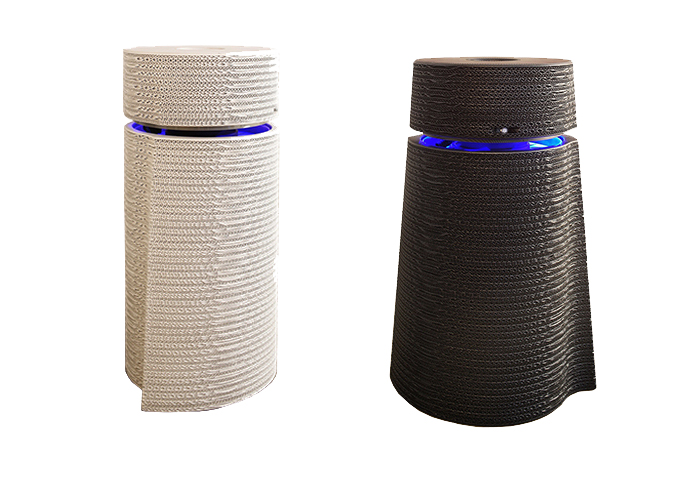
GREEN - EARTH

GREEN - EARTH 空気清浄機 (Staygreen, U-Earth_Italy）2018

カードボードとバイオリアクターによるエコロジーとハイテクノロジーを融合させた空気清浄機GREEN EARTH。

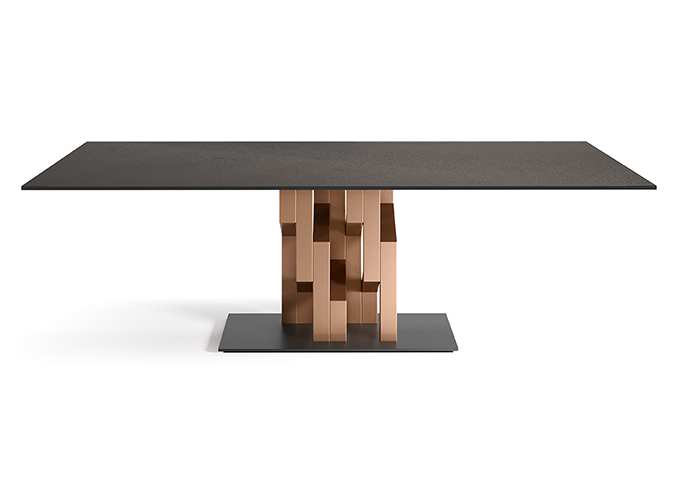
KIGHI

KIGHI テーブル (Fiam Italia_Italy）2019

1つのメタルモジュールの方向を変えて組み合わせた彫刻的な脚と、オリジナルテクチャーを施した溶解ガラス天板で構成されたテーブルのデザイン。

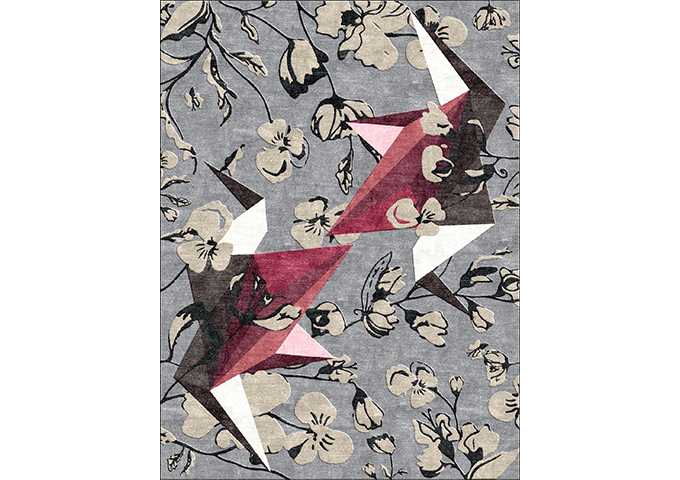
FLYING GRU

FLYING GRU カーペット (Illulian_Italy）2019

イタリアのペルシャ絨毯高級ブランド、Illulianから発表されたカーペットのデザインコレクション。東洋と西洋の文化融合をテーマに、幾何的な折り紙の鶴の面構成と装飾的な花で構成される。カットの高さの異なるウール、ビスコージ、シルク糸の立体的な構成でできている。

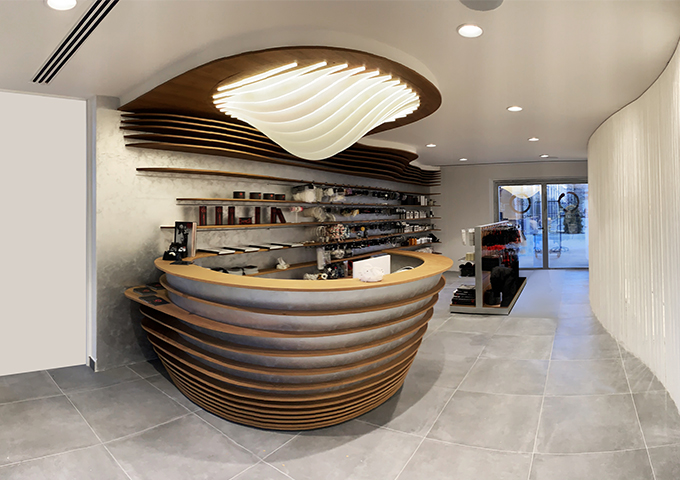
Aldo Coppola
Hair Academy

Aldo Coppola Hair Academy ヘアサロンアカデミー、本社オフィス内装 (Aldo Coppola_Italy）2019 / Milan, Italy

イタリアのトップラグジュアリーヘアサロン、アルド・コッポラのアカデミーのスペースデザイン。

様々なトレーニングコースが開催される設備の整ったスペースは、白を基調とした洗練された空間と、スタイリッシュで機能的なミラースタンド、柔らかくダイナミックな流れるようなエントランスが一体となった空間を表現した。ミラースタンドもデザイン。

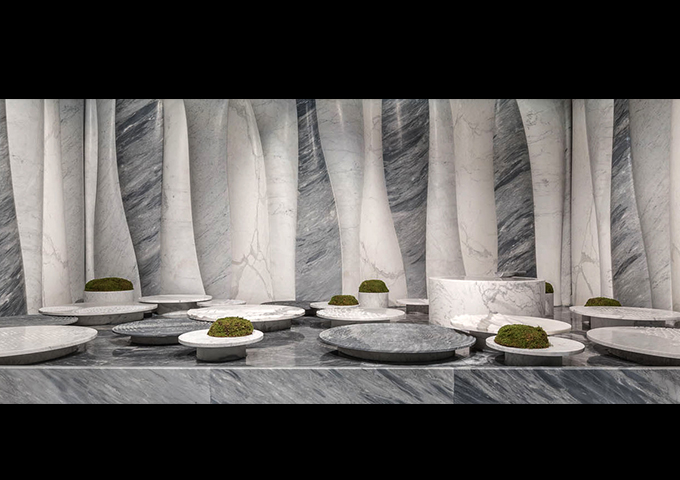
STONE FOREST

STONE FOREST 「石の森」石庭の新コンセプト (Errebi Marmi_Italy）2019 / Marmomacフェア, Verona, Italy

トスカーナのカッラーラ産の4種類の大理石 (バルディリオ、カラカッタ、スタトゥアリエット、ホワイトカッラーラ)を特殊加工し、有機的な石の森林と水に浮かぶ生命の象徴としての石の蓮池、生命が生まれる 自然をテーマに新たな石庭のあり方を表現した。もののデジタル化によりタンジブルなものの体験が希薄化する中、重厚な自然素材である石材を現代の先端加工技術で如何に自然の美しさに近づけるかに挑戦した空間デザイン作品である。

Mastro d'arte della pietra賞 受賞（2019年, Italy）

その他の代表的作品
SHIBU 、SETA、DRAGON ポリプロピレン製インテリアライトシリーズ / SLAMP 1999(イタリア) 
HOW メタル鋳造によるインテリアライト / Nava 2000(イタリア)
TUNE セラミックのテーブルウェア / Covo 2000 - 2003(イタリア)
LUCHIFER キャンドルスタンド、CONTEMPORA 置時計 、AQUA GLASS アクアグラス / Ritzenhoff 2000(ドイツ) 
Love&Peace エスプエッソコーヒーカップ / Fratelli Guzzini 2001(イタリア)
SUBO 携帯電話プロトタイプ / 三菱電機 2001(日本)
STACCAR 携帯電話プロトタイプ / 三菱電機 2001(日本)
TACITO コンセプトプロダクト / 日立 2001(日本)
CONTEMPORA 2001 置時計 / Ritzenhoff 2001(ドイツ)
ANIMAL エスプレッソカップ / Fratelli Guzzini 2002(イタリア)
SMOKING TSURU、SMORKING アシュトレイ 、HANA, KOI BEER GLASS ビールグラス、WEIZER BEER GLASS ビールグラス / Ritzenhoff 2002(ドイツ)
SKINSCAPE 展示会スペースデザイン Sony CP Laboratories - 現: B&C Laboratories / Saporiti Italia、ミラノ、イタリア 2002
VIMONO 再生可能なリボーンマテリアルによるワインボトルホルダー / Regenesi 2003(イタリア)
OPTI セラミックプレートシリーズ / Covo 2003(イタリア) 
DOLIUM ヴェネチアングラスによるベース / Cleto Munari 2003(イタリア)
HEAVYWEIGHTペーパーウェイト、MIA CARA カフェオレグラス、FRIENDS エッグカップ / Ritzenhoff 2003(ドイツ)
AGEDISCUSS WRINKLESSITTIME コスメティックパッケージデザイン / Sony CP Laboratories - 現: B&C Laboratories_Japan 2003(日本)
AGEDISCUSS NOLINEPASSPORT コスメティックパッケージデザイン / Sony CP Laboratories - 現: B&C Laboratories 2003(日本) 
VECUA MAKEUPシリーズ コスメティックパッケージデザイン / Sony CP Laboratories - 現: B&C Laboratories 2003(日本) 
VECUA SKINCARE コスメティックパッケージデザイン / Sony CP Laboratories - 現: B&C Laboratories 2003(日本) 
KIVINO ワインボトルラベルデザイン / Design Escade 2003(イタリア) 
YUKU SOFA テキスタイルによるモジュールソファー / Rossin 2004(イタリア)
TRE RE ステンレススチールによる彫刻的チェアー / トーヨーキッチン&リビング 2004(日本) 
WANDA フィレンツェのテキスタイルによるカーペット / Parentesi Quadra 2004(イタリア)
SATURNIA BATHTUB ステンレススチール製彫刻的バスタブ / トーヨーキッチン&リビング 2004(日本) 
TSUTSUMU カゼルタの陶器によるベースコレクション / Terre Blu 2004(イタリア)
MONOLITH セストフィオレンティーナの陶器によるベースコレクション / I+I 2004(イタリア) 
AYUM 銀製キャンドルスタンド、MAYUM 銀製センターピース / Ottaviani 2004(イタリア) 
FLOWER、G-SMILE エスプレッソカップ / Fratelli Guzzini 2004(イタリア) 
ATHENA カフェオレボール、MY DARLING マグカップ、PEARLS ワイングラス、CHAMP シャンパングラス / Ritzenhoff 2004(ドイツ)
WANDA トスカーナのテキタイルによるカーペット / Parentesi Quadra 2004(イタリア) 
I.E Motion 展示会スペースデザイン トーヨーキッチン&リビング / Abitare il Tempo、ヴェローナ、イタリア 2004
VECUA CELLLIFEENRGY / Sony CP Laboratories - 現: B&C Laboratories 2004(日本) 
VECUA PERFECTSPHERE コスメティックパッケージデザイン / Sony CP Laboratories - 現: B&C Laboratories 2004(日本)
NA 2色成形によるスツール / Felicerossi 2005(イタリア)
MORNING STAR カップとプレート、ナプキンのモーニングセット、BLACK LABEL ビールグラス、 MY LITTLE DARLING コーヒーカップ/ Ritzenhoff 2005(ドイツ) 
SPIRA テキスタイルによるチェアー / Sphaus 2006(イタリア)
TA TABLES メタルと木によるテーブル / Felicerossi 2006(イタリア)
IWAMA 天然染糸によるウールカーペット / Imago Mundi 2006(イタリア)
RIDGES、CHAINS インド、ラジャスターンのハンドメイドによるカーペット / I+I 2006(イタリア)
MOMENT インド、ラジャスターンのハンドメイドによるカーペット / I+I 2006(イタリア)
RIBBON DANCE インド、ラジャスターンのハンドメイドによるカーペット / I+I 2006(イタリア)
COMBI、UNAM ENAM フィレンツェのテキスタイルによるカーペット / Parentesi Quadra 2006(イタリア)
SAKU 皮革によるテーブル / Poltrona Frau 2006(イタリア)
OPS SOFA コーリアンによるヒート成形と積層切削による彫刻的モジュールソファーベンチ / DuPont 2006(USA)
OPS サブリメーションプリントによるコーリアンインテリアライト / DuPont 2006(USA)
FRACTAL SOUND ヤマハの技術によるオートギター / ヤマハ 2006(日本)
ANIMAL X ヤマハの技術によるオートギター/ ヤマハ 2006(日本)
CLUBSTAR BEER GLASS ビールグラス / Ritzenhoff 2006(ドイツ)
WOW モザイクタイルシリーズ / INAX - 現: LIXIL 2006(日本)
IWAMA ウールカーペット / Imago Mundi 2006(イタリア)
RIDGES、CHAINS インド、ラジャスターンテキスタイルによるウールカーペット / I+I 2006(イタリア)
MOMENT インド、ラジャスターンテキスタイルによるウールカーペット / I+I 2006(イタリア)
COMBI 、UNAM ENAMトスカーナのテキスタイルによるカーペット / Parentesi Quadra 2006(イタリア)
AGEDISCUSS METABOLIC EXPERT コスメティックパッケージデザイン / Sony CP Laboratories - 現: B&C Laboratories 2006(日本) 
DAN TABLE 木製の彫刻的ダイニングテーブル / Saporiti Italia 2007(イタリア)
FLOW テキスタイルによるソファ / Felicerossi 2007(イタリア)
ARROW テキスタイルによるアームチェア / Settecento 2007(イタリア)
TENKAI ガラスとメタルによるインテリアライトシリーズ/ Tecnodelta 2007(イタリア)
STARDUST 陶器によるベースコレクション / I+I 2007(イタリア)
SERAFINA シリコン樹脂によるポットスタンド / Lavazza 2007(イタリア)
MON AMOUR コーヒーカップ / Ritzenhoff 2007(ドイツ)
LEAF インド、ラジャスターンテキスタイルによるカーペット / I+I 2007(イタリア)
RIBBON DANCE インド、ラジャスターンテキスタイルによるカーペット / I+I 2007(イタリア)
LAND、BIRD サルディニアの伝統工芸手法による天然染めの糸による地産ウールカーペット / Maddalena Mula 2009(イタリア) - Premio Compasso d'oro 受賞（Italy）
ENTA 樹脂製テーブル / Euro 3 Plast 2008(イタリア)
GOEN 樹脂製チェアー / Euro 3 Plast 2008(イタリア)
FRUITBAG 再生可能なリボーンマテリアルによるトートバッグ / Regenesi 2008(イタリア) 
FUTAGO ポーセランによるプレート / Fratelli Guzzini 2008(イタリア)
SPOT 樹脂製ウォールクロック / Fratelli Guzzini 2008(イタリア)
VASONOVA カラーラのマーブルによるベース / Up Group 2008(イタリア)
ZEN ポーセランによるテーブルウェアコレクション / Richard Ginori 2008(イタリア)
Japanese Textiles 展示会スペースデザイン Milan & Osaka Jetro / Palazzo Giureconsulenti、ミラノ、イタリア 2008 2009 2010
INORI WOOD カーブガラスと木によるブックシェルフ / Fiam Italia 2009(イタリア)
SU E GIU' BED 特殊素材ファインレボを使用したベット、ソファー / アイシン精機 2009(日本)
SU E GIU' TABLE 特殊素材ファインレボを使用したサイドテーブル / アイシン精機 2009(日本)
SWA LOUNGE ウディネの木工による彫刻的ラウンジチェアー / Fornasarig 2009(イタリア)
SWA CELL ウディネの木工によるラウンジアームチェアー / Fornasarig 2009(イタリア)
HANAHANA 木製コートハンガー / Swedese 2009(スウェーデン)
SWELL カラーラのマーブルによるインテイアライト / Luci di Carrara 2009(イタリア)
SHINE メタル鋳造技術によるステーショナリーシリーズ / Nava 2009(イタリア)
KOKOROSSO サルディニアの伝統工芸である24金の糸によるジュエリーコレクション / Laboratorio Franco Zedda 2009(イタリア) 
ANGEL ソルト&ペッパー 、BIRD ソルト&ペッパー / Ritzenhoff 2009(ドイツ)
RHOM 展示会スペースデザイン RHOM / Lighting Fair、東京、日本 2009
FORNASARIG 展示会スペースデザイン FORNASARIG / ミラノ、イタリア 2009
MOSS & ROCKS 展示会スペースデザイン Lavazza / ミラノ大学、ミラノ、イタリア 2009
TOYOTA IQ Launch 展示会スペースデザイン Euro 3 Plust_ Felicerossi / nhow Hotel 、ミラノ、イタリア 2009
TRIBECA ガラスダイニングテーブル / Fiam Italia 2010(イタリア)
Reggiani Light+Building 展示会スペースデザイン Reggiani / Light+Building、フランクフルト、ドイツ 2010
GOEN GARDEN 展示会スペースデザイン Euro 3 Plust / nhow Hotel 、ミラノ、イタリア 2010
Barilla邸 建築デザイン / パルマ、イタリア 2010-2011
SULA コーリアンによる成形のチェアー, シェーズロング, テーブル / DuPont 2011（USA）
BOOTAMP グラスファイバーセメントによるモジュール型ベンチ, ローテーブル / Il Cantiere 2011（イタリア）
URBA コモの繊維によるロールカーテンコレクション / Tao 2011（イタリア）
STRATUM BATHTUB ヴィチェンツァのストーンバスタブ / Grassi Pietre 2011（イタリア）
HOLZ キッチンパネル、取手 / Ballerina Kuchen 2011（ドイツ）
SORA 設備照明 / Reggiani 2011（イタリア）
KAZE’ 設備照明 / Reggiani 2011（イタリア）
SULA タイベックによる照明器具 / DuPont 2011（USA）
PROTECT POCKET イタリアの革製造技術による携帯電話ケース / Nava, KDDI 2011（イタリア
BICLIP イタリアの革製造技術による携帯電話ケース / Nava, KDDI 2011（イタリア）
FOLD NOTEL イタリアの革製造技術による携帯電話ケース / Nava, KDDI 2011（イタリア）
HORECA プラスチック樹脂によるカフェの什器 コーヒーアイテムシリーズ / Lavazza 2011（イタリア）
BACINO カプチーノ2層グラス、NINJA TEDDY BANK 陶器による貯金箱 / Ritzenhoff 2011（ドイツ）
URBA ロールカーテンコレクション / Tao Tessile 2011（イタリア）
STONE PROFILE SEPARATION WALL ヴィチェンツァの石によるバス空間ウォール / Grassi Pietre 2011- 2012（イタリア）
Reggiani EUROSHOP 展示会スペースデザイン Reggiani / EUROSHOP、デュッセルドルフ、ドイツ 2011
TIE-UPS SPRING COLLECTION 2012 再生可能な樹脂製ベルト / Tie-Ups 2012（イタリア）
TIE-UPS FALL-WINTER COLLECTION 2012 再生可能な樹脂製ベルト / Tie-Ups 2012（イタリア）
CASTELLO EDO 木工による玩具 / TOBEUS - ALESSI 2012（イタリア）
KOKO エッグカップ / Ritzenhoff 2012（ドイツ）
STRATUM WALL PANEL ヴィチェンツァの石によるスパウォール/ Grassi Pietre 2012（イタリア）
STONE PROFILE 再生石のバスルームインスタレーション Grassi Pietre / Marmomacc、ヴェローナ、イタリア 2012
AIDA EUROBLECH 展示会スペースデザイン AIDA / EUROBLECH、ハノーバー、ドイツ 2012
TAO 展示会スペースデザイン TAO / ロー、ミラノ、イタリア 2012
STRATUM ヴィチェンツァの石によるスパ インスタレーション Grassi Pietre / Made expo、ロー、イタリア_Marmomacc、ヴェローナ、イタリア 2012
FROTTAGE CHAISELONGUE ヴィチェンツァの石工によるシェーズロング、FROTTAGE TABLE ダイニングテーブル / Grassi Pietre, Niva Line 2013（イタリア）
FROTTAGE ON WATER 特殊加工を施したガラスダイニングテーブル、ROTTAGE SU ACQUA WALL ガラスウォール / Omni Decor 2013（イタリア）
FROTTAGE STOOL 木をテキスタイルに加工したマテリアルで製作したスツール / Ligneah 2013（イタリア）
AMI コモの錬鉄による彫刻的アイロンアームチェアー / Sampietro 2013（イタリア）
KAY カードボードによる彫刻的アームチェア / P-One 2013（イタリア）
KINOKI ローズウッド床材によるチェアー、スツール、テーブル / LAGO 2013（イタリア）
GURURI カントゥの木工によるスツール / Riva 1920 2013（イタリア）
MARG のヴェドラーテの木工による組み合わせローテーブル / Giordano Viganò 2013（イタリア）
BOSCO ヴェネチアングラスによるシーリングライト / Simone Cenedese 2013（イタリア）
FRAN ヴェネチアングラスによるアクセサリーコレクション / Ercole Moretti 2013（イタリア）
KAI ヴェネチアングラスによるプレート / Ercole Moretti 2013（イタリア）
MY LITTLE DARLING コーヒーカップ、DOLCE VITA DESSERT GLASS デザートグラス 、DOPPINO1 ナプキンホルダー / Ritzenhoff 2013（ドイツ）
FROTTAGE SU ACQUA WALL 特殊加工によるガラスウォール / Omni Decor 2013（イタリア）
WABI カントゥの木工によるカップボード / Riva 1920 2014（イタリア）
DABLIU TABLE メタル加工によるローテーブル、サイドテーブルシリーズ / Desiree 2014（イタリア）
LE MIDI テキスタイルによるシングルソファー、プフ / Desiree 2014（イタリア）
TAMA BAG ヴェネチアングラスとフェルトによるバッグ / Ercole Moretti, Tumar 2014（イタリア）
TEA SPOON メタル加工によるティースプーンコレクション / Fratelli Guzzini 2014（イタリア）
EDA メタルによる歯ブラシスタンド / Fonderie Artistiche Campagner 2014（イタリア）
APERIZZO 食前酒グラス / Ritzenhoff 2014（ドイツ）
MONSTERA 特殊モザイクによるウォール、フロアコレクション / DG MOSAIC 2014（イタリア）
HIDDEN TIGER インド、ラジャスターンテキスタイルによるカーペット / I+I 2014（イタリア）
AIDA EUROBLECH 展示会スペースデザイン AIDA / EUROBLECH、ハノーバー、ドイツ 2014
REGGIANI EUROSHOP 展示会スペースデザイン Reggiani / EUROSHOP 、デュッセルドルフ、ドイツ 2014
LAVAZZA KAFA FORESTシリーズ リミテッドエディションパッケージデザイン / Lavazza 2014（イタリア）
ENN ヴェローナの木工によるチェアー、ダイニングテーブル / Slow Wood 2015（イタリア）
IZUMI ヴィチェンツァの石工による噴水 、KONOHAヴィチェンツァの石工によるスツール / Grassi Pietra 2015（イタリア）
DABLIU IN TABLE メタル加工によるローテーブル シリーズ/ Desiree 2015（イタリア）
DABLIU メタル加工によるブックシェルフ / Desiree 2015（イタリア）
WING テキスタイルによるアームチェア / Desiree 2015（イタリア）
COCOCI ヴェローナの木工とテキスタイルによるソファー / Slow Wood 2015（イタリア）
MORI ヴェローナの木工によるスクリーン / Slow Wood 2015（イタリア）
IKKO キルギスのフェルトによるセンターピース / Tuma 2015（イタリア）
LOOP メダの木の旋盤加工技術によるセンターピース / Slow Wood 2015（イタリア）
CHAMPUS LOVE シャンパングラス、RED WINE ワイングラス、APERIZZO DOLCEVITA 食前酒グラス、BLACK LABEL ビールグラス / Ritzenhoff 2015（ドイツ）
TIDE 3D特殊プリントによるストーンカーペット / Ferrari&Cigarini 2015（イタリア）
ARCHIDEPOT TOKYO 展示会スペースデザイン 建築倉庫ミュージアム / TRIENNALE DI MILANO、ミラノ、イタリア 2015
MISOKA EXHIBITION 展示会スペースデザイン Grassi Pietra / Via Tortona,31、ミラノ、イタリア 2015
MAJI SYSTEM テキスタイルによるモジュールソファシステム / ADRENALIA 2016（イタリア）
SABI マーブルと木によるローテーブル、サイドテーブルシリーズ / Desiree 2016（イタリア）
YORI メタル、マーブルによる２段式サイドテーブル / Desiree 2016（イタリア）
ELIC カラーラのマーブルによるダイニングテーブル / GDA Marmi 2016（イタリア）
STAY カードボードと皮革、テキスタイルによるチェアー / Staygreen 2016（イタリア）
KU'KI カントゥの木工天板、メタル加工によるダイニングテーブル / Riva1920 2016（イタリア）
TORTA ワークステーションデスクテーブル / アイシン精機 2016（日本）
TRACCIA 石巻の雄勝石プレート / Hands on Design 2016（イタリア）
DONDOLINO 長野の漆装飾によるガラスシリーズ / Hands on Design 2016（イタリア）
HYBRID FAMILY Albisolaの陶器によるベースコレクション / Hands on Design 2016（イタリア）
Time and Motion Bath 展示会インスタレーション Vitra / Foro Buonaparte 60、ミラノ、イタリア 2016
IMAGINE NEW DAYS 展示会インスタレーション Aisin / Super Studio Più、ミラノ、イタリア 2016 / Milano Design Week, Italy - Milano Design Award 2016 / Best Engagement賞 受賞（Italy）
DOUMO テキスタイルによるアームチェア / Adrenalia 2017（イタリア）
OHANA 藤編みによるアウトドアアームチェア、ソファーコレクション / Braid 2017（イタリア）
ALASIA テキスタイルによるアームチェア / Desiree 2017（イタリア）
SHELLON、SHELLON IN 皮革、テキスタイルによるベッドシリーズ / Desiree 2017（イタリア）
SYON ウールカーペット / Desiree 2017（イタリア）
TOMO 木工によるローテーブルコレクション / Desiree 2017（イタリア）
DANDAN カードボードによるソファー、シングルソファー / Staygreen 2017（イタリア）
NEKO カントゥの木工によるスツール、ローテーブル / Riva1920 2017（イタリア）
TOKI 京都の茶筒の技術による砂時計 / Hands on Design 2017（イタリア）
SYON ウールカーペット / Desiree 2017（イタリア）
ZAZEN テキスタイルと塗装メタルによるソファー、シングルソファー / Sawaya&Moroni 2018（イタリア）
SHELLON テキスタイルによるアイランドソファー、ソファーシリーズ / Desiree 2018（イタリア）
STUM 木工によるローテーブル / Desiree 2018（イタリア）
MIYA 木工によるダイニングテーブル / Riva1920 2018（イタリア）
SASSI 有田焼プレートシリーズ / Hands on Design 2018（イタリア）
AVVOL イタリア、ウディネの木の旋盤技術によるトレイ / Hands on Design 2018（イタリア）
AVVOL CENTERPIECE イタリア、ウディネの木の旋盤技術によるトレイ / Hands on Design 2018（イタリア）
VENTAGLIO 洋菓子 / D-Gusto 2018（イタリア）
WEIZER BEER GLASS ビールグラス、GIN TONIC GLASS ジントニックグラス / Ritzenhoff 2018（ドイツ）
ウォールペーパーコレクション2018 / Baboon 2018（イタリア）
GHUL シャンプー、トリートメントシリーズのパッケージデザイン / 花王 2018（日本）
VENTAGLIO 洋菓子のデザイン（D-Gusto）2018
AROMA テキスタイルによるアームチェア / Gufram 2019（イタリア）
ORIGAMI MIX 天然染糸によるシルクカーペット / Illulian 2019（イタリア）
FAN ブロンズ鋳造によるウォールミラー / Ghidini 1961 2019（イタリア）
TIC カードボードとメタルによるブックシェルフ / Staygreen 2019（イタリア）
NEMU ヴェネチアのガラス天板によるサイドテーブル / Desiree 2019（イタリア）
KUMO 有田焼ティーポット、カップ＆ソーサー（Hands on Design）2019（イタリア）
MAWA イタリア、モリアーノ籐編みによるセンターピース / Hands on Design 2019（イタリア）
SHIZE’ イタリア、モリアーノ籐編みによるセンターピース / Hands on Design 2019（イタリア）
TWIST コレクション テーブルウェアコレクション / Fratelli Guzzini 2019 - 現在（イタリア）
HUGO R. APERITIF GLASS 食前酒グラス 、APERITIVO ROSATO GLASS 食前酒グラス 、BEER&SCHNAPPS GLASSES ビールグラス、MOONS LANTERN 2層グラス、PEARLS スパークリングワイングラス / Ritzenhoff 2019（ドイツ）
FLYING GRU、ORIGAMI MIX 天然染糸によるシルクカーペット / Illulian 2019（イタリア）
ウォールペーパーコレクション2019 / Baboon 2019（イタリア）
KIRI 木工とメタル鋳造、皮革によるバーキャビネット / Giorgetti 2020（イタリア）
HINERIカラーラのマーブルによるベースコレクション / Giorgetti 2020（イタリア）
MERIT PYUAN シャンプー、トリートメントシリーズのパッケージデザイン / 花王 2020（日本）

## 主な作品収蔵先
ミラノトリエンナーレデザイン博物館 / Triennale Milano Design Museum（Italy）
ディ・ノイエ・ザムルング近代美術館 / Die Neue Sammlung Modern Museum（Germany）

## 主な受賞歴・功績
1999年 - The Young & Design Award （Italy）
2001年 - グッドデザイン賞（Japan）、The Toyama Product Design Award / とやまデザイン賞（Japan）
2007年 - Melbourne Cup / メイン・キャラクター・グラフィックに選出（Australia）
2008年 - Interiorlifestyle Tokyo Award 2008 / Guzzini Foodesign Japan展の企画監修に対する受賞 (Japan）
2011年 - Premio Compasso d'oro （Italy）
2011年 - Premio Compasso d'oro Menzione d'Onore （Italy）
2016年 - Milano Design Award 2016 / Best Engagement 賞（Italy）、Reddot Award 2016 Best of the Best賞（Germany, Singapore）、DESIGN PLUS（Germany）、JPC日本パッケージデザイン賞 / 化粧雑貨部門賞 (Japan）
2017年 - NY NOW Best Product賞（USA）
2018年 - Good Design Awards（USA）
2019年 - Mastro d'arte della pietra 賞（Italy）

## 作品集・関連書籍
- Setsu & Shinobu Ito_East & West Designer（Virginio Briatore著, Logos出版, Italy, ISBN 9788879408455[10]）
- The international design yearbook 1998（Richard Sapper著,  L. King出版, UK, ISBN 9781856691246[11]）
- 50 products : innovations in design and materials（Mel Byars著,  Crans-Près-Céligny出版, Switzerland, ISBN 9782880463762[12]）
- The international design yearbook 2000（Ingo Maurer, Susan Andrew著,  L. King出版, UK, ISBN 9781856691802[13]）
- The international design yearbook 2001（Michele de Lucchi著,  L. King出版, UK, ISBN 9781856692366[14]）
- The eco-design handbook : a complete sourcebook for the home and office.（Alastair Fuad-Luke著, Thames & Hudson出版, UK, ISBN 9780500283431[15]）
- The international design yearbook 2004（Tom Dixon著,  L. King出版, UK, ISBN 9781856693929[16]）
- YOUNG ASIAN DESIGNERS（Daab出版, Denmark, ISBN 9783937718415[17]）
- New furniture design（Martin Rolshoven著,  Daab出版, Denmark, ISBN 9783937718286[18]）
- 年鑑日本のパッケージデザイン 2005. vol.11（社団法人日本パッケージデザイン協会企画・監修,  六耀社出版, Japan, ISBN 9784897375144[19]）
- 1000 designs : and where to find them（Jennifer Hudson著,  L. King出版, UK, ISBN 9781856694667[20]）
- 世界の最新チェアデザイン（トーソー出版出版, Japan, ISBN 9784924618725[21]）
- PLASTIC（Cristian Campos著,  Collins Design出版, USA, ISBN 9780061242007[22]）
- La Repubblica Grandi Guide - Arredamento & Design 2007-2008（La Repubblica出版, Italy）
- The international design yearbook 2007（Patricia Urquiola, Jennifer Hudson著,  L. King出版, UK, ISBN 9781856695169[23]）
- Process : 50 product designs from concept to manufacture（L.King出版, UK, ISBN 9781856695411[24]）
- 日本デザイン50年（日本インテリアデザイナー協会創立50周年記念事業実行委員会企画/編集/監修, 枻出版社出版, Japan, ISBN 9784777911776[25]）
- 日本の手感設計（La Vie編集部,  麥浩斯出版, China, ISBN 9789866555367[26]）
- Il segno dei designer（Gianni Veneziano, Triennale Design Museum著, Electa出版, Italy, ISBN 9788837074630[27]）
- プロダクトデザイン年鑑（誠文堂新光社出版, Japan, ISBN 9784416609293[28]）
- LE LUCI E LA PIETRA（Giuseppe Coppola著,  Electa出版, Italy, ISBN 9788837076337[29]）
- La Repubblica Grandi Guide - Arredamento & Design 2010-2011（La Repubblica出版, Italy）
- Exhibition space desing（HI-DESIGN PUBLISHING編集,  广西师范大学出版, China, ISBN 9787549548828[30]）
- Biogenie : 99 people into design tales（Giulio Ceppi, Ezio Manzini著, LISt Lab出版, Italy, ISBN 9788898774319[31]）
- WA : l'essenza del design giapponese（Rossella Menegazzo, Stefania Piotti著, L'ippocampo出版, Italy, ISBN 9788867220939[32]）
- Male Detto Design（Centauria出版、Italy、ISBN 9788869214028[33]）
- Japanese Architects and Designers from Studio Mangiarotti（Maggioli Editore出版、Italy、ISBN 9788838761041[34]）
- プロダクトデザインの広がり（工業調査会出版、Japan、ISBN 9784769370925[35]）
- ニッポンのクリエーター58人の仕事（ギャップ出版、Japan、 ISBN 9784883570584[36]）
- クリエーターズ・ファイル・フォー・リビング2（ギャップ出版、Japan、ISBN 9784901594189[37]）
- Tsukuba Design 1953 - 1991（筑波大学芸術学系生産デザイン出版、Japan）
- Tsukuba Design 2 - デザインの成長（筑波大学芸術学系生産デザイン出版、Japan）
- Italian Designer’s Book（JETRO出版、Japan）
- Le ricetta dei designer（Editrice Compositori出版、Italy、ISBN 9788877946836）
- Le ricetta dei designer 2（Editrice Compositori出版、Italy、 ISBN 9788877947161）
- Pane e design（Editrice Compositori出版、Italy、ISBN 9788877948021）
- Design al sangue（Editrice Compositori出版、Italy、ISBN 9788877948250）
- Design al dente（Editrice Compositori出版、Italy、ISBN 9788877947826）
- Stuzzicati dal design（Editrice Compositori出版、Italy、 ISBN 9788877947604）
- Una spina nel design（Editrice Compositori出版、Italy、ISBN 9788877947956）
- Cavolo che design（Editrice Compositori出版、Italy、ISBN 9788877947482）
- di cibo Foodesign Guzzini Made in Japan（BIEFFE出版、Italy、ASIN B00QV9J08M）